# Kondensator (Elektrotechnik)

Prinzipdarstellung eines Kondensators mit Dielektrikum

Ein Kondensator (von lateinisch condensare ‚verdichten‘) ist ein passives elektrisches Bauelement mit der Fähigkeit, in einem Gleichstromkreis elektrische Ladung und die damit zusammenhängende Energie statisch in einem elektrischen Feld zu speichern. Die gespeicherte Ladung pro Spannung wird als elektrische Kapazität bezeichnet und in der Einheit Farad gemessen. In einem Wechselstromkreis wirkt ein Kondensator als Wechselstromwiderstand mit einem frequenzabhängigen Impedanzwert.
Kondensatoren bestehen im Prinzip aus zwei elektrisch leitfähigen Flächen, den Elektroden, die mit einem isolierenden Material, dem Dielektrikum, voneinander getrennt sind. Die Größe der Kapazität wird durch die Fläche der Elektroden, das Material des Dielektrikums und den Abstand der Elektroden zueinander bestimmt. Die Elektroden und das Dielektrikum können aufgerollt oder parallel geschaltet als Stapel angeordnet sein. Industriell hergestellte Kondensatoren werden mit Kapazitätswerten von etwa 1 Pikofarad (10−12 F) bis zu etwa 1 Farad, bei Superkondensatoren bis zu 10.000 Farad geliefert.
Die mit großem Abstand am meisten produzierten Kondensatoren sind integrierte Speicherkondensatoren in digitalen Speicherschaltungen. Die wichtigsten Kondensatorarten sind Keramikkondensatoren, Kunststoff-Folienkondensatoren, Aluminium- und Tantal-Elektrolytkondensatoren und, obwohl sie auf völlig anderen Speicherprinzipien beruhen, die Superkondensatoren. Neben diesen Kondensatoren mit festen Kapazitätswerten gibt es Bauelemente mit einstellbaren Kapazitätswerten, die variablen Kondensatoren.
Kondensatoren werden in vielen elektrischen Anlagen und in nahezu allen elektrischen und elektronischen Geräten eingesetzt. Sie realisieren beispielsweise elektrische Energiespeicher als Zwischenkreiskondensatoren in Frequenzumrichtern, als Speicherkondensator in Sample-and-Hold-Schaltungen oder als Photo-Flash-Kondensatoren in Blitzlichtgeräten. Sie koppeln Signale in Frequenzweichen von Audiogeräten und bilden als hochstabile Klasse-1-Kondensatoren zusammen mit Spulen Filter und Schwingkreise. Als Glättungskondensatoren in Netzteilen und Stützkondensatoren in Digitalschaltungen sind sie im Bereich der Stromversorgung zu finden. Sie unterdrücken als Entstörkondensatoren elektromagnetische Störsignale und bewirken als Leistungskondensatoren eine erwünschte Phasenkompensation. Spezielle Bauformen von Kondensatoren werden als Sensor verwendet.
Unerwünschte kapazitive Störeinkopplungen aus elektrischen Feldern benachbarter Bauteile in Schaltungen und parasitäre Kapazitäten, sogenannte Streukapazitäten, gehören nicht zu den Kondensatoren. Ebenfalls nicht zu den Kondensatoren gehören eine Reihe von Aktoren wie piezoelektrische Wandler, elektrostatische Lautsprecher, Ablenkplatten und Bauelemente der Elektrooptik.

## Funktionsweise
Ein Kondensator sperrt den Gleichstrom, aber leitet den Wechselstrom weiter.

### Funktionsweise im Gleichstromkreis

Verlauf von Spannung und Strom beim Ladevorgang

Nach dem Anlegen einer Gleichspannung an einen realen Kondensator mit Vorwiderstand fließt ein monotoner elektrischer Strom, der die Elektroden gegenpolig auflädt, so dass sich im Kondensator eine ständig zunehmende Spannung einstellt. Das sich aufbauende elektrische Potential auf den Elektroden lässt im Raum zwischen den Elektroden ein elektrisches Feld entstehen, dessen Feldstärke der aufgebauten Spannung proportional ist.
Bei einer Gleichspannungsquelle mit konstantem Innenwiderstand folgt die Spannung am Kondensator hier einer Exponentialfunktion mit negativem Exponenten, so dass der Strom mit der Zeit asymptotisch gegen null geht. Haben Spannungsquelle und Kondensator die gleiche Spannung, dann fließt kein Strom („der Kondensator ist geladen“).
Wird der Kondensator von der Spannungsquelle getrennt, so bleiben Energie und Ladungen erhalten und die Spannung bleibt konstant. Allgemein ausgedrückt, wird dadurch die auf den Elektroden befindliche Ladung vom Kondensator gespeichert. Wird durch Anschließen eines Verbrauchers dem Kondensator Energie entnommen, dann sinkt die Feldstärke des elektrischen Feldes und damit auch die Kondensatorspannung.
Da in einem geschlossenen Stromkreis der Strom im ganzen Kreis fließt, fließt er auch durch den Kondensator hindurch. Physikalisch besteht der Strom im Stromkreis jedoch aus zwei Strömen, einem leitungsgebundenen Strom von Ladungsträgern wie Elektronen oder Ionen und einem sogenannten Verschiebungsstrom im Raum zwischen den Elektroden, der als ein Teil der Wirkung des elektrischen Feldes zu verstehen ist und mit einer entsprechenden Änderung der elektrischen Feldstärke einhergeht. Bei realen Kondensatoren ist der Raum zwischen den Elektroden mit einem Dielektrikum ausgefüllt. Der Verschiebungsstrom ergibt sich dann zusätzlich zu dem Anteil durch die Änderung der Feldstärke noch aus der Ladungsverschiebung im Dielektrikum, der Polarisation, die sich aus seiner Dielektrizitätszahl ergibt.
Bei kleinen Feldstärken und linearen dielektrischen Materialien wächst die Polarisation linear mit der Spannung am Kondensator. Proportional zur Spannung wächst die im Kondensator gespeicherte Ladung. Die Proportionalitätskonstante wird als Kapazität bezeichnet; sie ist das wesentliche Merkmal eines Kondensators. Je größer die Kapazität {\displaystyle C} ist, desto mehr Ladung {\displaystyle Q} und Energie {\displaystyle W} kann ein Kondensator bei einer bestimmten Spannung {\displaystyle U} speichern. Die Gleichungen
{\displaystyle Q=C\cdot U}
beziehungsweise
{\displaystyle U(Q)={\frac {Q}{C}}}
und
{\displaystyle W=\int _{0}^{Q}U(q)\cdot \mathrm {d} q=\int _{0}^{Q}{\frac {q}{C}}\cdot \mathrm {d} q={\frac {1}{2}}\cdot {\frac {Q^{2}}{C}}={\frac {1}{2}}\cdot C\cdot U^{2}}
fassen das zusammen. {\displaystyle Q} ist die Ladung (in Coulomb, C, oder Amperesekunden, As), {\displaystyle C} die Kapazität (in Farad, F) und {\displaystyle U} die Spannung (in Volt, V); die Energie (in Joule, J) ist mit {\displaystyle W} bezeichnet, um sie von der Feldstärke {\displaystyle E} zu unterscheiden.
Reale Kondensatoren können nur bis zu einer maximal zulässigen Spannung, die sich aus der Durchschlagsfestigkeit des Dielektrikums ergibt, geladen werden. Die Zeit, die ein realer Kondensator braucht, um sich aufzuladen beziehungsweise um entladen zu werden, kann dem Artikel RC-Glied entnommen werden.

### Funktionsweise im Wechselstromkreis

Phasenverschiebung zwischen Strom und Spannung an einem Kondensator

Kondensatoren leiten im Wechselstromkreis Wechselspannungen und Wechselströme weiter, jedoch mit einer Verschiebung der Phasenlage zwischen Spannung und Strom, der Strom eilt der Spannung um 90 ° voraus. Denn aufgrund ihrer Ladungsspeicherfähigkeit beginnt bei Kondensatoren erst ein Strom zu fließen, bevor sich die Spannung ändert, während bei einer Spule sich erst die Spannung ändert, bevor ein Strom fließt. Merksätze:
- „Beim Kondensator: Strom eilt vor.“
- „Induktivitäten: Ströme sich verspäten.“
- „Induktivität: Strom zu spät.“

Ein Kondensator mit der Kapazität {\displaystyle C} (F) bildet im Wechselstromkreis bei der Kreisfrequenz {\displaystyle \omega } als Quotient der Wechselspannung {\displaystyle u(\omega )} und dem Wechselstrom {\displaystyle i(\omega )} einen Wechselstromwiderstand mit der Impedanz {\displaystyle {\underline {Z}}} (Ω) als komplexe Größe:
{\displaystyle Z_{C}={\frac {u(\omega )}{i(\omega )}}={\frac {U_{0}e^{j\omega t}}{CU_{0}j\omega e^{j\omega t}}}=-{\frac {j}{\omega C}}={\underline {Z}}}.
Der Betrag der komplexen Impedanz {\displaystyle {\underline {Z}}} ist der Scheinwiderstand {\displaystyle Z\ =|{\underline {Z}}|}.
Der Scheinwiderstand ist umso kleiner, je größer die Kapazität und je höher die Frequenz ist.
Die Eigenschaft von Kondensatoren als Wechselstromwiderstand mit möglichst geringem Scheinwiderstand wird neben der Energiespeicherung in vielen Anwendungen genutzt zur Trennung von Gleich- und Wechselstromanteilen, zur Korrektur von Phasenverschiebungen und zur Erzeugung von Resonanzkreisen.
Die für viele Anwendungen wichtige Entladedifferentialgleichung befindet sich im Artikel RC-Glied.

## Geschichte

### Leidener Flasche

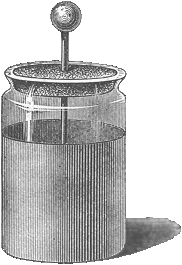
Leidener Flasche

Die Leidener Flasche ist die älteste Bauform eines Kondensators (Kapazität etwa 5 nF). Sie besteht aus einem Glasgefäß, das innen und außen mit Metallfolie, meist aus Aluminium, belegt ist. Das Glas wirkt als Isolator, später „Dielektrikum“ genannt. Das Prinzip der Leidener Flasche wurde unabhängig voneinander 1745 von dem Domdechanten Ewald Jürgen Georg von Kleist in Cammin (Pommern) und ein Jahr später von dem Physiker Pieter van Musschenbroek in Leiden gefunden, als sie bei Laborversuchen mit Anordnungen von Gläsern und Metallteilen elektrische Stromschläge erlitten.
Die Leidener Flasche und ähnliche Laborgeräte wurden in der Folge vornehmlich zur publikumswirksamen Demonstration von Stromschlägen (auch als „Kleistscher Stoß“ bekannt geworden) eingesetzt, bei später zunehmenden Kenntnissen über das Wesen der Elektrizität auch als Energiequelle für fortgeschrittenere Experimente: Benjamin Franklin verband eine Leidener Flasche über eine Metallschnur mit einem Drachen, den er in den Himmel steigen ließ. Es gelang ihm mit diesem gefährlichen Experiment, Ladung von Gewitterwolken auf die Leidener Flasche zu übertragen. Er prägte den Begriff „electrical condenser“.

### Weiterentwicklung
Ein verbesserter Kondensator wurde 1775 durch Alessandro Volta erfunden, er nannte ihn „electrophorus“ (Elektrophor, Elektrizitätsträger). Er bestand aus zwei Metallplatten, die durch eine Ebonitschicht gegeneinander isoliert waren. Man kann diese Anordnung bereits als Prototyp moderner Kondensatoren betrachten. Der Einsatz besserer Dielektrika führte später zu einer Reduzierung der Baugröße. Etwa 1850 wurde Glimmer, ein natürlich vorkommendes Mineral, in Scheiben geschnitten und als Isolator verwendet; kommerziell wurden diese Kondensatoren ab der Zeit des Ersten Weltkrieges hergestellt. Gewickelte Papierkondensatoren mit Metallfolienbelägen sind seit 1876 in Gebrauch.
Kondensatoren, die durch den chemischen Aufbau eines äußerst dünnen Dielektrikums aus nichtleitendem Aluminiumoxid auf einer Aluminium-Anode und Verwendung eines flüssigen Elektrolyten zu Kondensatoren mit höherer Kapazität führten, die späteren Elektrolytkondensatoren, wurden 1896 von Charles Pollak zum Patent angemeldet, sie wurden anfangs als Siebkondensator zur Unterdrückung von Brummgeräuschen in Telefonnetzen benutzt.
Seit etwa 1900 wurde auch Porzellan als Dielektrikum in Kondensatoren verwendet. In den 1930er Jahren erforschte man weitere keramische Werkstoffe als Ersatz für Porzellan; die Entwicklung der Keramikkondensatoren setzte ein.
Glimmer als Dielektrikum in Kondensatoren wurde erstmals 1909 von William Dubilier in den USA eingesetzt und war bis zum Ausbruch des Zweiten Weltkrieges das meistgenutzte Material für Kondensatoren in Kommunikationsgeräten. Glimmerkondensatoren werden im Jahre 2022 nur noch vereinzelt eingesetzt, sie waren durch Klasse-1-Keramik-Kondensatoren abgelöst worden.
Mit der Entwicklung hoch isolierender und durchschlagsfester bzw. verlustarmer Kunststofffolien nach dem Zweiten Weltkrieg wurde das Papier in den Metall-Papierkondensatoren bei vielen Anwendungen durch dünnere Kunststofffolien ersetzt, es entwickelte sich eine breite Palette von Kunststoff-Folienkondensatoren.
Ab etwa 1950 wurde bei der General Electric in den USA mit der Entwicklung von Tantal-Elektrolytkondensatoren begonnen. Hier gelang es, nicht nur eine Miniaturisierung durch eine erheblich höhere Kapazität pro Bauvolumen gegenüber den bislang bekannten Kondensatoren zu erreichen, sondern mit der Entwicklung eines festen Elektrolyten konnte außerdem die Langzeitstabilität von Elektrolytkondensatoren deutlich verbessert werden.
Eine nochmals deutliche Kapazitätssteigerung gelang mit dem von General Electric 1957 patentierten „low voltage electrolytic capacitor“, der durch SOhio und ab 1971 durch NEC zu einem marktreifen Bauelement weiterentwickelt wurde und zunächst die Bezeichnung „Doppelschicht-Kondensator“ erhielt, aus der jetzt aufgrund der Erkenntnisse zur Pseudokapazität die Bezeichnung Superkondensator wurde.
Eine neuere Entwicklung ist der MIS-Kondensator. Dieser besteht aus einem rückseitig lötbar vergoldeten Substrat aus Silicium und einer darauf mit Halbleitertechnologie (Metall-Isolator-Halbleiter-Struktur) aufgebrachten Siliciumdioxid-Schicht mit bondbarer Deckelektrode. Es entstehen frequenzstabile Kapazitäten kleiner Baugröße und geringer Spannungsbelastbarkeit, die auf Dickschicht-Schaltungen bis in den Gigahertz-Bereich Verwendung finden.
In jüngster Zeit entwickelten Forschende am MIT einen Superkondensator auf der Basis von Zement, Wasser und Ruß. Aufgrund der hydrophobischen Eigenschaften von Ruß bilden sich bei der Trocknung dieses Gemischs langkettige netzartige Kohlenstoffstrukturen, die eine sehr große Oberfläche aufweisen. Solche Kondensatoren können zwar beliebig skaliert werden, da die Mischung jedoch feucht gehalten werden muss, sind sie als tragende Bauteile innerhalb von Gebäuden weitgehend ungeeignet.
Bei allen Kondensatorarten ist eine Entwicklung zu immer kleinerem Bauvolumen und hin zu oberflächenmontierbaren (SMD) Kondensatoren typisch. Darüber hinaus wurde speziell bei Aluminium- und Tantal-Elektrolytkondensatoren durch Einführung von Polymer-Elektrolytsystemen eine erhebliche Erhöhung der Elektrolyt-Leitfähigkeit und entsprechend geringere Verlustwiderstände erreicht.

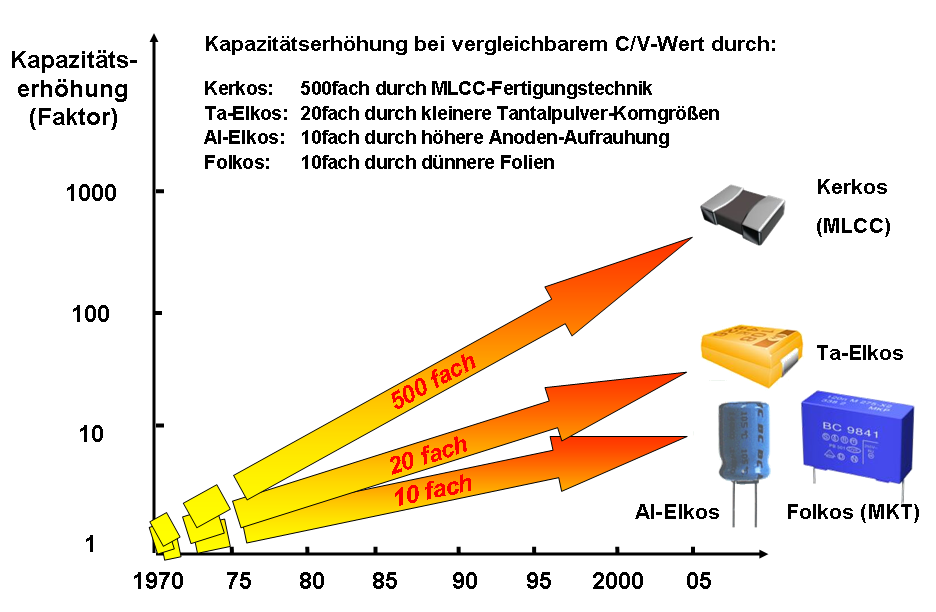
Die Miniaturisierung in der Elektronik wurde nicht zuletzt auch durch Miniaturisierung bei den Kondensatoren erreicht. Die Volumeneffizienz eines Keramikkondensators beispielsweise konnte durch Weiterentwicklung in der Fertigungstechnik hin zu MLCC-Keramikkondensatoren bei gleichem C/V-Wert um etwa den Faktor 500 gesteigert werden.

Forschungen in 2009 beschäftigten sich unter anderem mit neuartigen Oberflächenstrukturen der Elektroden. Beispielsweise lässt sich durch eine Nanostruktur in Form von Milliarden nebeneinander liegender kleiner Löcher in einer dünnen Aluminiumschicht, beschichtet mit Titan-Nitrid/Aluminiumoxid/Titan-Nitrid als kapazitiver Aufbau, die Leistungsdichte eines Nanokondensators, gemessen in W/kg, um mehr als das Zehnfache gegenüber Elektrolytkondensatoren vergrößern und erreicht damit eine Speicherfähigkeit in der Größenordnung von Doppelschichtkondensatoren, ohne deren Nachteil, die begrenzte Lade- bzw. Entladegeschwindigkeit, aufzuweisen.
Eine weitere Möglichkeit, die Kapazität zu erhöhen, besteht in der Verwendung von Dielektrika mit hoher Permittivität. Klassisch wird hierfür Bariumtitanat-Keramik verwendet. Auch die Einbindung von Bariumtitanat-Körnern in nichtleitendes folienartiges Material wird erprobt, wodurch das Dielektrikum formbar wie bei Folienkondensatoren wird.

### Markt
Kondensatoren sind in nahezu allen elektrischen und elektronischen Geräten zu finden. Nach der Schätzung eines Industriereports belief sich im Jahre 2008 der Wert aller weltweit verkauften Kondensatoren auf 18 Milliarden US$. Davon entfielen auf Keramikkondensatoren 8,3 Milliarden US$ (46 %), Aluminium-Elektrolytkondensatoren 3,9 Milliarden US$ (22 %), Kunststofffolien- und Metallpapierkondensatoren 2,6 Milliarden US$ (15 %), Tantal-Elektrolytkondensatoren 2,2 Milliarden US$ (12 %), Doppelschicht- und Superkondensatoren 0,3 Milliarden US$ (2 %) und andere Kondensatoren wie Vakuumkondensatoren 0,7 Milliarden US$ (3 %). Insbesondere die Entwicklung auf dem Gebiet neuer Telekommunikationsgeräte und Tabletcomputer mit ihren MLCC-Chipkondensatoren hat den Markt erheblich vorangetrieben. Von den etwa 1,4 Billionen (1,4·1012) Kondensatoren (2008) entfielen allein auf MLCC-Chips etwa 1 Billion (1,0·1012) Stück.
Der Markt an industriell hergestellten und von der Industrie benötigten Kondensatoren ist in den darauffolgenden Jahren etwas gesunken, weil vielfach eine Substitution von teureren Kondensatoren durch preiswertere Lösungen erfolgte. Beispielsweise wurden Tantal-Chips durch MLCCs ersetzt. Der Kondensatormarkt wurde für 2016 auf 16,9 Milliarden US$ geschätzt.

## Berechnung der Kapazität
Für eine Reihe von idealisierten Elektrodenanordnungen lässt sich die Feldverteilung {\displaystyle E(r)} im Kondensator und damit seine Kapazität {\displaystyle C} exakt bestimmen. In der folgenden Tabelle sind einige wichtige Anordnungen aufgeführt:

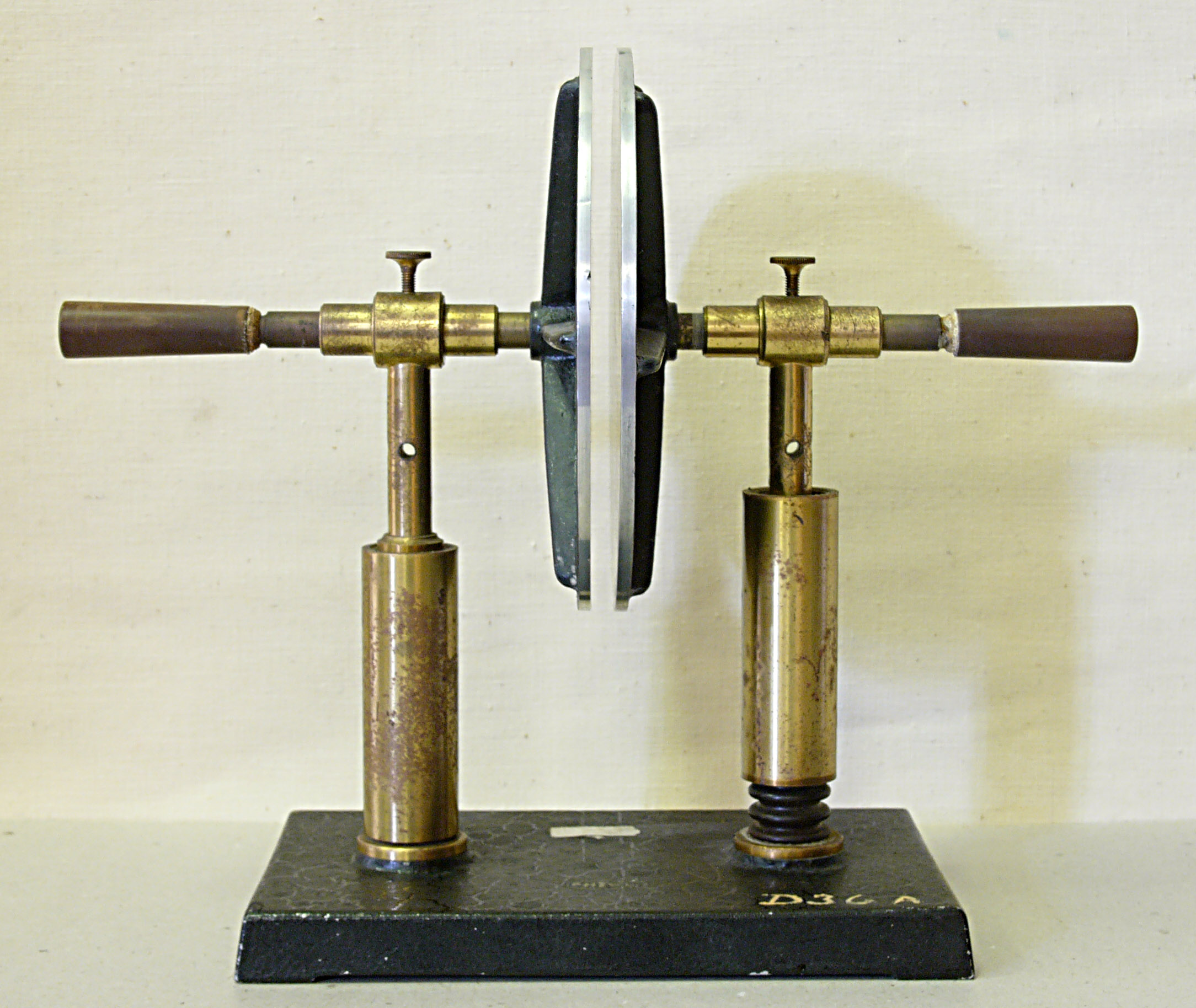
Einfacher Plattenkondensator aus dem Physikunterricht

| Bezeichnung         | Kapazität | Elektrisches Feld                                                                       | Schematische Darstellung |
| ------------------- | --- | --------------------------------------------------------------------------------------- | ------------------------ |
| Plattenkondensator  | {\displaystyle C=\varepsilon _{0}\varepsilon _{\mathrm {r} }\cdot {\frac {A}{d}}}                                         | {\displaystyle E={\frac {Q}{\varepsilon _{0}\varepsilon _{\mathrm {r} }A}}}             |                          |
| Zylinderkondensator | {\displaystyle C=2\pi \varepsilon _{0}\varepsilon _{\mathrm {r} }{\frac {l}{\ln \left({\frac {R_{2}}{R_{1}}}\right)}}}    | {\displaystyle E(r)={\frac {Q}{2\pi rl\varepsilon _{0}\varepsilon _{\mathrm {r} }}}}    |                          |
| Kugelkondensator    | {\displaystyle C=4\pi \varepsilon _{0}\varepsilon _{\mathrm {r} }\left({\frac {1}{R_{1}}}-{\frac {1}{R_{2}}}\right)^{-1}} | {\displaystyle E(r)={\frac {Q}{4\pi r^{2}\varepsilon _{0}\varepsilon _{\mathrm {r} }}}} |                          |
| Kugel               | {\displaystyle C=4\pi \varepsilon _{0}\varepsilon _{\mathrm {r} }\cdot R_{1}}                                             | {\displaystyle E(r)={\frac {Q}{4\pi r^{2}\varepsilon _{0}\varepsilon _{\mathrm {r} }}}} |                          |

Es bedeuten:
{\displaystyle A} die Elektrodenfläche, {\displaystyle d} deren Abstand, {\displaystyle l} deren Länge, {\displaystyle R_{1}} sowie {\displaystyle R_{2}} deren Radien, {\displaystyle \varepsilon _{0}} die elektrische Feldkonstante des Vakuums, {\displaystyle \varepsilon _{\mathrm {r} }} die relative Permittivität des Dielektrikums und {\displaystyle Q} die elektrische Ladung.
In der schematischen Darstellung sind die Elektroden hellgrau bzw. dunkelgrau und das Dielektrikum blau gefärbt. Anzumerken ist hier, dass bei den Anordnungen Plattenkondensator und Zylinderkondensator nur der Kapazitätsanteil durch dieses blau dargestellte Dielektrikum berechnet wird. Da auch Felder außerhalb des dargestellten Dielektrikums existieren – die bildlich gesprochen seitlich herausquellen –, stellen die gegebenen Formeln nur Näherungen dar, die umso besser werden, je geringer der Abstand der Elektroden im Vergleich zu ihrer Länge ist.

Aufbau eines Vielschichtkondensators: Das Dielektrikum ist blau, die mit einem Potentialanschluss verbundenen Elektroden sind dunkelgrau, mit dem anderen hellgrau dargestellt.

Plattenkondensatoren erlauben in einer modifizierten Ausführung sehr hohe Kapazitäten pro Volumen: Indem man die jeweils mit einem Potential verbundenen Elektroden abwechselnd aufeinander stapelt, werden sie doppelt wirksam. Die Abbildung des Vielschichtkondensators verdeutlicht dies. Sind die Platten als Metallfolie oder -film ausgeführt, können sie bei einem geeigneten Isolator auch aufgewickelt werden, dabei verdoppelt sich die Wirkung. Aufgrund seiner kompakten Bauform ist das der gebräuchlichste Kondensator.
Zylinderkondensatoren werden meist nur bei speziellen Anwendungen eingesetzt, beispielsweise als Vakuum- oder Durchführungskondensator. Die für die Bauform angegebene Gleichung ist aber auch hilfreich, um den Kapazitätsbelag einer Koaxialleitung zu bestimmen.
Bei Kugelkondensatoren ist insbesondere der Spezialfall, {\displaystyle R_{2}\to \infty } von Bedeutung, die Kapazität einer freistehenden Kugel. Hier wird die Gegenelektrode durch die Umgebung gebildet, sie liegt deshalb gewöhnlich auf Erdpotenzial. Die Kapazität dieser Bauform ist sehr gering. So hat eine Kugel mit einem Radius von 15 cm, wie sie im Van-de-Graaff-Generator zur Ladungsspeicherung oder in Tesla-Spulen zur Bildung eines LC-Schwingkreises eingesetzt wird, theoretisch eine Kapazität von ca. 16,7 pF. In der Praxis ist die Kapazität jedoch höher, weil die Gegenelektrode (Erde) nicht unendlich weit entfernt ist. Im CGS-Einheitensystem ist die Kapazität eines Kugelkondensators gleich dem Radius der Kugel in Zentimetern, die oben genannte Kugel hat also eine Kapazität von 15 cm (cm ist die Einheit der Kapazität in diesem System). Da auf der Kugeloberfläche das elektrische Feld sehr homogen ist, können große Kugelkondensatoren auf mehrere Millionen Volt aufgeladen werden, bevor es zu einer Funkenentladung kommt.

## Anwendungen

### Energie- und Ladungsspeicher

In vielen Anwendungen, bei denen Kondensatoren in der Schaltung benötigt werden, können Lösungen aus mehreren Kondensatorarten gefunden werden

Eine typische Anwendung in der Leistungselektronik bilden Zwischenkreiskondensatoren in Schaltnetzteilen und Umrichtern. Hier übernimmt eine Schaltung (zum Beispiel Gleichrichter, Vierquadrantensteller) die Gleichrichtung von Wechselstrom, dieser Schaltungsteil agiert als Stromquelle. Ein zweiter Schaltungsteil agiert als Senke (zum Beispiel Wechselrichter). Der Zwischenkreiskondensator hat die Aufgabe, den pulsierenden Strom aus dem Gleichrichter aufzunehmen und dem Wechselrichter eine ausreichend konstante Spannung zuzuführen. Je größer seine Kapazität desto kleiner die Spannungsänderung durch die Stromentnahme zwischen den Ladepulsen. Die gleiche Funktion haben die Glättungskondensatoren am Ausgang von Gleichspannungswandlern und in Gleichspannungsnetzteilen, sie halten deren Brummspannung möglichst klein.
In ähnlicher Weise können Kondensatoren zeitlich begrenzt hohe Leistung bereitstellen (siehe auch Doppelschichtkondensator). Sie werden auf eine bestimmte Spannung aufgeladen und können dann Verbraucher mit hohem kurzzeitigem Leistungsbedarf antreiben. Beispiele dafür sind die Hochspannungs-Kondensatorzündung bei Verbrennungsmotoren und in der Waffentechnik der „exploding-bridgewire detonator“.
Eine typische Anwendung findet man in Blitzlichtgeräten. Ein Kondensator wird mit Hilfe eines Spannungswandlers innerhalb von einigen Sekunden aus einer Batterie bis etwa 400 V aufgeladen. Nach Zündung der Blitzröhre entlädt sich der Kondensator innerhalb einiger Mikrosekunden und liefert dabei eine Leistung von einigen Kilowatt. Die Batterie selbst kann wegen ihres hohen Innenwiderstandes unmöglich so viel Leistung zur Verfügung stellen.
Gleiches gilt für die in der Medizin eingesetzten Defibrillatoren. Implantierbare Defibrillatoren arbeiten mit Spannungen von zirka 650 bis 800 V und einer Schockenergie von 30 J bei einer Batteriespannung von zirka 3,5 V. Die Kapazitäten der Kondensatoren liegen bei etwa 100 bis 170 μF.
Stützkondensatoren dienen zur Stabilisierung der Versorgungsspannung in hochfrequenten und komplexen digitalen Schaltungen. Hier werden zu jedem integrierten Schaltkreis oder Schaltungsabschnitt ein oder mehrere Kondensatoren parallel zur Versorgungsspannung geschaltet, die als Spannungs- oder Energiequelle in Momenten hohen Strom- bzw. Leistungsbedarfs wirken. Durch ihre niedrige Impedanz bei hohen Frequenzen verringern sie die Impedanz der übergeordneten Spannungsversorgung oder deren Zuleitung und verhindern eine gegenseitige Beeinflussung der Energieversorgung von Teilschaltungen. Umgekehrt können Kondensatoren störende, zeitlich begrenzte Überspannungen in elektronischen Schaltungen aufnehmen und so ihre Ausbreitung und schädliche Wirkung verhindern. Man nennt das Glätten oder Abblockung und bezeichnet jene Bauteile als Glättungs- oder Blockkondensatoren. Entstehen die Überspannungen durch Schaltvorgänge an Relais oder Leistungshalbleitern, werden die Kondensatoren speziell als Lösch- bzw. Snubberkondensatoren bezeichnet.
Des Weiteren werden Verschaltungen von mehreren Kondensatoren zum Herauf-, Herabsetzen und zum Invertieren von Versorgungsspannungen genutzt. Hier werden Kondensatoren zyklisch auf ein Potential aufgeladen, mit einem anderen Potential verbunden und dort entladen. Gebräuchliche Schaltungen sind die Ladungspumpe und deren spezielle Ausführung als Hochspannungskaskade.
Für Anwendungen, in denen es nicht auf schnellste Verfügbarkeit ankommt, sind zur Speicherung größerer Energiemengen andere Speichertechnologien wirtschaftlicher.

### Frequenzabhängiger Widerstand
Für die Anwendung als frequenzabhängiger Blindwiderstand muss der Kondensator eine bekannte Kapazität haben, da der Kapazitätswert direkten Einfluss auf den kapazitiven Blindwiderstand hat. Im Folgenden werden Anwendungen des frequenzabhängigen Blindwiderstandes genannt, wie sie in der elektrischen Energietechnik, Nachrichtentechnik, Analog- und Digitaltechnik auftreten.

#### Abblockkondensatoren
Induktionsarme (Keramik-)Kondensatoren sind in allen Elektronikschaltungen notwendig, um den dynamischen Innenwiderstand der Stromversorgung so weit zu vermindern, dass auch sehr hochfrequente Stromimpulse von beispielsweise 2 GHz keine unzulässigen Spannungsschwankungen am induktiven Widerstand des Zuleitungsdrahtes hervorrufen. Deshalb müssen diese Kondensatoren unmittelbar mit dem IC verbunden werden. Abklatschkondensator.

#### Energietechnik
In der Wechselstrom-Energietechnik werden zum Zwecke der Blindleistungskompensation spezielle Leistungskondensatoren dazu genutzt, die Phasenlage zwischen Strom und Spannung zu ändern: Werden in mittleren und großen Industrie- und Werksanlagen viele induktive Verbraucher (wie Elektromotoren, Leuchtstoffröhrendrosseln und Transformatoren) betrieben, kommt es aufgrund ihrer Gesamtinduktivität zu einem (mitunter erheblichen) induktiven Blindstrom. Bei fehlender Kompensation würde dies die Energierechnung erhöhen und größere Leitungsquerschnitte der Zuleitungen innerhalb der Energieverteilung des Werkes bis hin zum Elektrizitätswerk erforderlich machen. Vielmehr wird die induktive Phasenverschiebung (entsprechend der Gesamtinduktivität der gerade aktiven Verbraucher) innerhalb der Werksenergieverteilung automatisch kompensiert, indem dazu passend Kondensatoren zu- oder weggeschaltet werden. Bei kleineren Elektromotoren erfolgt die Blindstrom-Kompensation durch einen Kondensator meist schon direkt am Motor. Für eine effektive Blindstromkompensation müssen die Kompensationskondensatoren und die Motor- und Trafoinduktivitäten immer möglichst die gleiche gegenphasige Impedanz haben, d. h. der Leistungsfaktor wird am Stromübergabepunkt des Elektrizitätswerkes in der Werksenergieverteilungszentrale möglichst immer bei einem Wert nahe 1 gehalten.
Eine weitere Anwendung findet der Kondensator in einem Kondensatormotor, bei dem er zusammen mit einer Feldspule des Motors die Phasenlage des Wechselstroms verschiebt, wodurch letztendlich ein magnetisches Drehfeld erzeugt wird. Durch einen externen Phasenschieberkondensator kann z. B. ein Dreiphasenmotor (L1, L2, L3) unter Wirkleistungseinbuße unter Beachtung der Betriebsspannung am Einphasenstromnetz (L, N oder L, L) betrieben werden (Steinmetzschaltung).
Zur Herabsetzung von Spannungen bzw. als kapazitiver Vorwiderstand an Stelle eines verlustwärmeerzeugenden (Wirk-)Widerstandes oder eines vergleichsweise teuren Transformators wird der Kondensator in einem Kondensatornetzteil verwendet: Er arbeitet dort an einer großen Wechselspannung (in der Regel die Netzspannung) und liefert einen kleinen Wechselstrom, der z. B. an einer Zenerdiode zusammen mit einer normalen Rückstromdiode eine abgreifbare Spannung erzeugt, die dann in einer nachfolgenden Schaltung als Versorgungsspannung genutzt werden kann. Allerdings entfällt hier die galvanische Trennung zwischen Netz- und Verbraucherstromkreis.

#### Filteranwendungen
Die Frequenzabhängigkeit des Wechselstromwiderstands wird benutzt, um Wechselspannungen frequenzabhängig anzuheben oder abzusenken, zu „filtern“. Eine einfache Schaltung ist das RC-Glied, das je nach Schaltung als Hoch- oder Tiefpass wirkt. Einen Grenzfall des Hochpasses stellt der Koppelkondensator dar, der dazu dient, Gleichströme von überlagerten, höherfrequenten Wechselstromanteilen zu trennen. Das ist unter anderem nötig, um den Arbeitspunkt bei Analog-Verstärkern einstellbar zu halten.
Zusammen mit Spulen, die als Kenngröße eine bestimmte Induktivität aufweisen, ohmschen Widerständen und eventuell aktiven Bauelementen werden Kondensatoren in elektronischen Schaltungen für Schwingkreise, Bandfilter und Frequenzweichen verwendet. Dabei ergibt sich eine bestimmte Resonanzfrequenz. Entsprechende Schaltungen sind ebenfalls Hoch- oder Tiefpässe, lassen sich allerdings mit höherer Güte herstellen. Ein Beispiel dafür sind die Frequenzweichen in Lautsprechern.
Eine zeitdiskrete Variante von speziellen Filtern, die Kondensatoren in ihrem Aufbau verwenden, stellen die Switched-Capacitor-Filter dar. Weiters können in Filtern Spulen durch sogenannte Gyratoren nachgebildet werden: Dabei wird mit der Kapazität eines Kondensators unter Verwendung einer aktiven Schaltung die Induktivität einer Spule nachgebildet.

### Wandler
Die sich an einem Kondensator aufbauende Spannung ist proportional dem Integral des Ladestromes über die Zeit. Auf diese Weise werden Kondensatoren zur Festlegung von Schaltzeiten genutzt, zum Beispiel bestimmt ein Kondensator die Schaltzeiten einer astabilen Kippstufe. Dazu wird ein Kondensator über eine Stromquelle geladen; seine Spannung nimmt proportional zur verstrichenen Zeit zu. Sobald die Spannung einen bestimmten Wert überschreitet, erfolgt ein Zustandswechsel der Schaltung. In ähnlicher Weise wird eine Reihe von Wandlerschaltungen realisiert:
- Spannungs-Frequenz-Umformer: Diese Schaltung wandelt eine Eingangsspannung in eine dazu proportionale Frequenz um. Ein Kondensator wird zyklisch durch eine spannungsgesteuerte Konstantstromquelle bis zu einer vorgegebenen Spannung geladen, dann schlagartig entladen. Die Frequenz des sägezahnförmigen Spannungsverlaufes am Kondensator ist das Ausgangssignal.
- Analog-Digital-Umsetzer nach dem slope-Prinzip: Dieser Wandler gleicht dem Spannungs-Frequenz-Wandler, arbeitet allerdings nicht zwingend zyklisch.
- Zeitmessung: Hier wird die Stromquelle durch einen Impuls unbekannter Länge gesteuert, die Spannung des Kondensators nach dem Impulsende ist proportional zur Impulslänge.
- Frequenz-Spannungs-Wandler: Zur Frequenzmessung werden im Takt der zu messenden Frequenz Impulse konstanter Länge erzeugt. Diese laden periodisch einen Kondensator, dem ein konstanter Entladestrom entnommen wird. Die Spannung am Kondensator ist das Ausgangssignal.

Siehe auch: NE555, ein 1971 entwickelter integrierter Schaltkreis für Timer- oder Oszillator-Schaltungen.

### Informationsspeicher
Der Ladungszustand eines Kondensators kann Information in digitaler oder analoger Form darstellen. Analoge Informationsspeicherung mittels eines Kondensators findet beispielsweise in der Abtast-Halte-Schaltung statt: während der Abtastphase wird ein Kondensator mit einer Eingangs-Signalspannung verbunden, von welcher er während der Haltephase getrennt wird. Der Spannungswert steht dann zur Weiterverarbeitung, typischerweise einer Analog-Digital-Wandlung (ADC), konstant zur Verfügung. Eine andere Art analoger Informationsspeicherung ist der Eimerkettenspeicher.
Zur Speicherung von großen Informationsmengen können einige Milliarden Kondensatoren in einer integrierten Schaltung zusammengefasst werden. Beispiele dafür sind dynamisches RAM (DRAM), Eraseable Programmable Read Only Memory (EPROM) und Flash-Speicher.

### Kondensatoren als Sensoren und Aktoren
Sonderbauformen von Kondensatoren sind als Sensoren für eine Reihe physikalischer Größen geeignet. Diese Größen bewirken eine Änderung der Kapazität oder der enthaltenen Ladung, beides kann durch eine nachfolgende Schaltung ausgewertet werden. Bei besonderen Konfigurationen sind nichtlineare Kondensatoren bekannt. Kondensatoren mit großen Toleranzen können aber auch unbeabsichtigt nichtlinear sein. Folienkondensatoren zum Beispiel können durch elektrostatische Anziehung nach der Aufladung eine größere Kapazität aufweisen.
Man kann die Messprinzipien in die beiden folgenden Gruppen einteilen:

#### Änderung der Elektrodengeometrie
Die Kapazität eines Kondensators ändert sich mit dem Abstand der Elektroden. So können Kondensatoren zur Abstands- und Dickenmessung verwendet werden, indem eine Elektrode mit der Messgröße mechanisch gekoppelt wird und sich so die Veränderung der Messgröße auf eine Veränderung des Plattenabstandes überträgt. So können zum Beispiel Lackschichtdicken oder der Abstand einer Düse bei der Laser-Materialbearbeitung bestimmt werden. In diese Gruppe gehören der kapazitive Näherungsschalter und der kapazitive Touchscreen. Bei letzterem wird der Abstand zum Finger ortsaufgelöst ausgewertet.
Beschleunigung kann auf diese Weise erfasst werden: Aufgrund der Massenträgheit einer beweglichen Elektrode zum Beispiel in einem mikromechanischen Beschleunigungssensor ändert eine Beschleunigung den Abstand zwischen den Elektroden eines Kondensators. In ähnlicher Art sind Drucksensoren (Manometer) aufgebaut – eine Druckänderung ruft eine Abstandsänderung der Platten hervor. Nach diesem Prinzip funktioniert das Kondensatormikrofon, das den Schalldruck oder den Schalldruckgradienten in ein elektrisches Signal wandelt.
Unter anderem der elektrostatische Lautsprecher nutzt die elektrostatische Anziehungskraft der Elektroden aus. Die Druckkraft {\displaystyle p} auf die im Abstand {\displaystyle z} befindlichen planparallelen Platten eines Kondensators bei der Spannung {\displaystyle U} beträgt
{\displaystyle p={\frac {1}{2}}\varepsilon _{0}\varepsilon _{r}{\frac {U^{2}}{z^{2}}}}
mit
{\displaystyle \varepsilon _{0}\varepsilon _{r}} – Permittivität
Der Druck ist somit vom Quadrat der Feldstärke abhängig und lässt sich durch Verwenden durchschlagsfester Materialien mit hohem {\displaystyle \varepsilon _{r}} stark steigern, siehe auch Dielektrische Elastomere.
Alternativ kann eine Messgröße auch die Überdeckung der Elektroden verändern, wodurch sich ebenfalls die Kapazität ändert. So lassen sich bspw. Winkel messen, indem kreissegmentförmige Elektroden gegeneinander verdreht werden, ähnlich dem weiter unten beschriebenen Drehkondensator.

#### Änderung des Dielektrikums
Bei einem kapazitiven Hygrometer beeinflusst die Luftfeuchtigkeit die Dielektrizitätszahl eines speziellen Isolationsmaterials und auf diese Weise die Kapazität.
Ebenfalls auf einer Änderung der Dielektrizitätszahl beruht der kapazitive Füllstandssensor. Hier sind die Elektroden so befestigt, dass sie mit zunehmendem Füllstand weiter in die Flüssigkeit eintauchen. Durch die höhere Permittivität der Flüssigkeit nimmt die Kapazität mit zunehmender Tauchtiefe zu.

## Bauarten und Bauformen
| \| Kondensatoren zur Verwendung in Geräten der Elektronik \| \| \| \| \| \| \| \| \| \| \| \| \| \| \| \| \| \| \| variable Ko’s \| variable Ko’s \| Festkondensatoren \| Festkondensatoren \| Festkondensatoren \| Festkondensatoren \| Festkondensatoren \| Festkondensatoren \| Festkondensatoren \| Festkondensatoren \| Festkondensatoren \| Festkondensatoren \| Festkondensatoren \| Festkondensatoren \| Festkondensatoren \| Festkondensatoren \| Festkondensatoren \| Festkondensatoren \| \| Elektrostatische Kondensatoren \| Elektrostatische Kondensatoren \| Elektrostatische Kondensatoren \| Elektrostatische Kondensatoren \| Elektrostatische Kondensatoren \| Elektrostatische Kondensatoren \| Elektrostatische Kondensatoren \| Elektrostatische Kondensatoren \| Elektrostatische Kondensatoren \| Elektrostatische Kondensatoren \| Elektrostatische Kondensatoren \| Elektrostatische Kondensatoren \| Elektrostatische Kondensatoren \| Elektrostatische Kondensatoren \| Elektrostatische Kondensatoren \| Elektrostatische Kondensatoren \| elektrochemisch \| elektrochemisch \| \| nicht polarisiert \| nicht polarisiert \| nicht polarisiert \| nicht polarisiert \| nicht polarisiert \| nicht polarisiert \| nicht polarisiert \| nicht polarisiert \| polarisiert \| polarisiert \| polarisiert \| polarisiert \| polarisiert \| polarisiert \| polarisiert \| polarisiert \| polarisiert \| polarisiert \| \| Dreh- konden- satoren \| Trimm- konden- satoren \| Div.: Vakuum, Luft, Glimmer, Glas, Silizium \| Keramik- kondensatoren \| Keramik- kondensatoren \| Kunststoff-Folien- kondensatoren PP, PET, PEN, PPS, PTFE \| Kunststoff-Folien- kondensatoren PP, PET, PEN, PPS, PTFE \| Papier- konden- satoren \| Aluminium- Elektrolytkondensatoren \| Aluminium- Elektrolytkondensatoren \| Aluminium- Elektrolytkondensatoren \| Tantal- Elektrolytkondensatoren \| Tantal- Elektrolytkondensatoren \| Tantal- Elektrolytkondensatoren \| Niob- Elektrolyt- kondensatoren \| Niob- Elektrolyt- kondensatoren \| Super- Kondensatoren \| Super- Kondensatoren \| \| Dreh- konden- satoren \| Trimm- konden- satoren \| Div.: Vakuum, Luft, Glimmer, Glas, Silizium \| Keramik- kondensatoren \| Keramik- kondensatoren \| Kunststoff-Folien- kondensatoren PP, PET, PEN, PPS, PTFE \| Kunststoff-Folien- kondensatoren PP, PET, PEN, PPS, PTFE \| Papier- konden- satoren \| Aluminium- Elektrolytkondensatoren \| Aluminium- Elektrolytkondensatoren \| Aluminium- Elektrolytkondensatoren \| Tantal- Elektrolytkondensatoren \| Tantal- Elektrolytkondensatoren \| Tantal- Elektrolytkondensatoren \| Niob- Elektrolyt- kondensatoren \| Niob- Elektrolyt- kondensatoren \| Doppel- schicht- konden- satoren \| Pseudo- konden- sator \| \| Dreh- konden- satoren \| Trimm- konden- satoren \| Div.: Vakuum, Luft, Glimmer, Glas, Silizium \| Klasse 1 \| Klasse 2 \| metal- lisiert \| Metall- beläge \| metal- lisiert \| flüssiger E-lyt \| Hybrid, Polymer \| Fest, Polymer \| flüssig \| Fest, MnO2 \| Fest, Polymer \| Fest, MnO2 \| Fest, Polymer \| Hybride Super- kondensatoren \| Hybride Super- kondensatoren \| |                                |                                             |                                |                                |                                                          |                                                          |                                |                                    |                                    |                                    |                                 |                                 |                                 |                                 |                                 |                                  |                              |
| Kondensatoren zur Verwendung in Geräten der Elektronik |                                |                                             |                                |                                |                                                          |                                                          |                                |                                    |                                    |                                    |                                 |                                 |                                 |                                 |                                 |                                  |                              |
| variable Ko’s | variable Ko’s                  | Festkondensatoren                           | Festkondensatoren              | Festkondensatoren              | Festkondensatoren                                        | Festkondensatoren                                        | Festkondensatoren              | Festkondensatoren                  | Festkondensatoren                  | Festkondensatoren                  | Festkondensatoren               | Festkondensatoren               | Festkondensatoren               | Festkondensatoren               | Festkondensatoren               | Festkondensatoren                | Festkondensatoren            |
| Elektrostatische Kondensatoren | Elektrostatische Kondensatoren | Elektrostatische Kondensatoren              | Elektrostatische Kondensatoren | Elektrostatische Kondensatoren | Elektrostatische Kondensatoren                           | Elektrostatische Kondensatoren                           | Elektrostatische Kondensatoren | Elektrostatische Kondensatoren     | Elektrostatische Kondensatoren     | Elektrostatische Kondensatoren     | Elektrostatische Kondensatoren  | Elektrostatische Kondensatoren  | Elektrostatische Kondensatoren  | Elektrostatische Kondensatoren  | Elektrostatische Kondensatoren  | elektrochemisch                  | elektrochemisch              |
| nicht polarisiert | nicht polarisiert              | nicht polarisiert                           | nicht polarisiert              | nicht polarisiert              | nicht polarisiert                                        | nicht polarisiert                                        | nicht polarisiert              | polarisiert                        | polarisiert                        | polarisiert                        | polarisiert                     | polarisiert                     | polarisiert                     | polarisiert                     | polarisiert                     | polarisiert                      | polarisiert                  |
| Dreh- konden- satoren | Trimm- konden- satoren         | Div.: Vakuum, Luft, Glimmer, Glas, Silizium | Keramik- kondensatoren         | Keramik- kondensatoren         | Kunststoff-Folien- kondensatoren PP, PET, PEN, PPS, PTFE | Kunststoff-Folien- kondensatoren PP, PET, PEN, PPS, PTFE | Papier- konden- satoren        | Aluminium- Elektrolytkondensatoren | Aluminium- Elektrolytkondensatoren | Aluminium- Elektrolytkondensatoren | Tantal- Elektrolytkondensatoren | Tantal- Elektrolytkondensatoren | Tantal- Elektrolytkondensatoren | Niob- Elektrolyt- kondensatoren | Niob- Elektrolyt- kondensatoren | Super- Kondensatoren             | Super- Kondensatoren         |
| Dreh- konden- satoren | Trimm- konden- satoren         | Div.: Vakuum, Luft, Glimmer, Glas, Silizium | Keramik- kondensatoren         | Keramik- kondensatoren         | Kunststoff-Folien- kondensatoren PP, PET, PEN, PPS, PTFE | Kunststoff-Folien- kondensatoren PP, PET, PEN, PPS, PTFE | Papier- konden- satoren        | Aluminium- Elektrolytkondensatoren | Aluminium- Elektrolytkondensatoren | Aluminium- Elektrolytkondensatoren | Tantal- Elektrolytkondensatoren | Tantal- Elektrolytkondensatoren | Tantal- Elektrolytkondensatoren | Niob- Elektrolyt- kondensatoren | Niob- Elektrolyt- kondensatoren | Doppel- schicht- konden- satoren | Pseudo- konden- sator        |
| Dreh- konden- satoren | Trimm- konden- satoren         | Div.: Vakuum, Luft, Glimmer, Glas, Silizium | Klasse 1                       | Klasse 2                       | metal- lisiert                                           | Metall- beläge                                           | metal- lisiert                 | flüssiger E-lyt                    | Hybrid, Polymer                    | Fest, Polymer                      | flüssig                         | Fest, MnO2                      | Fest, Polymer                   | Fest, MnO2                      | Fest, Polymer                   | Hybride Super- kondensatoren     | Hybride Super- kondensatoren |

Im Laufe der Geschichte der Kondensatoren haben sich viele industriell genutzte Bauarten, auch Familien oder Technologien genannt, entwickelt. Diese werden gemäß der Eingruppierung in den internationalen und nationalen Normen in Kondensatoren mit fester Kapazität, die „Festkondensatoren“, und Kondensatoren mit veränderbarer Kapazität, die „Veränderbaren oder Variablen Kondensatoren“, unterteilt.

### Kondensatoren mit fester Kapazität, Festkondensatoren

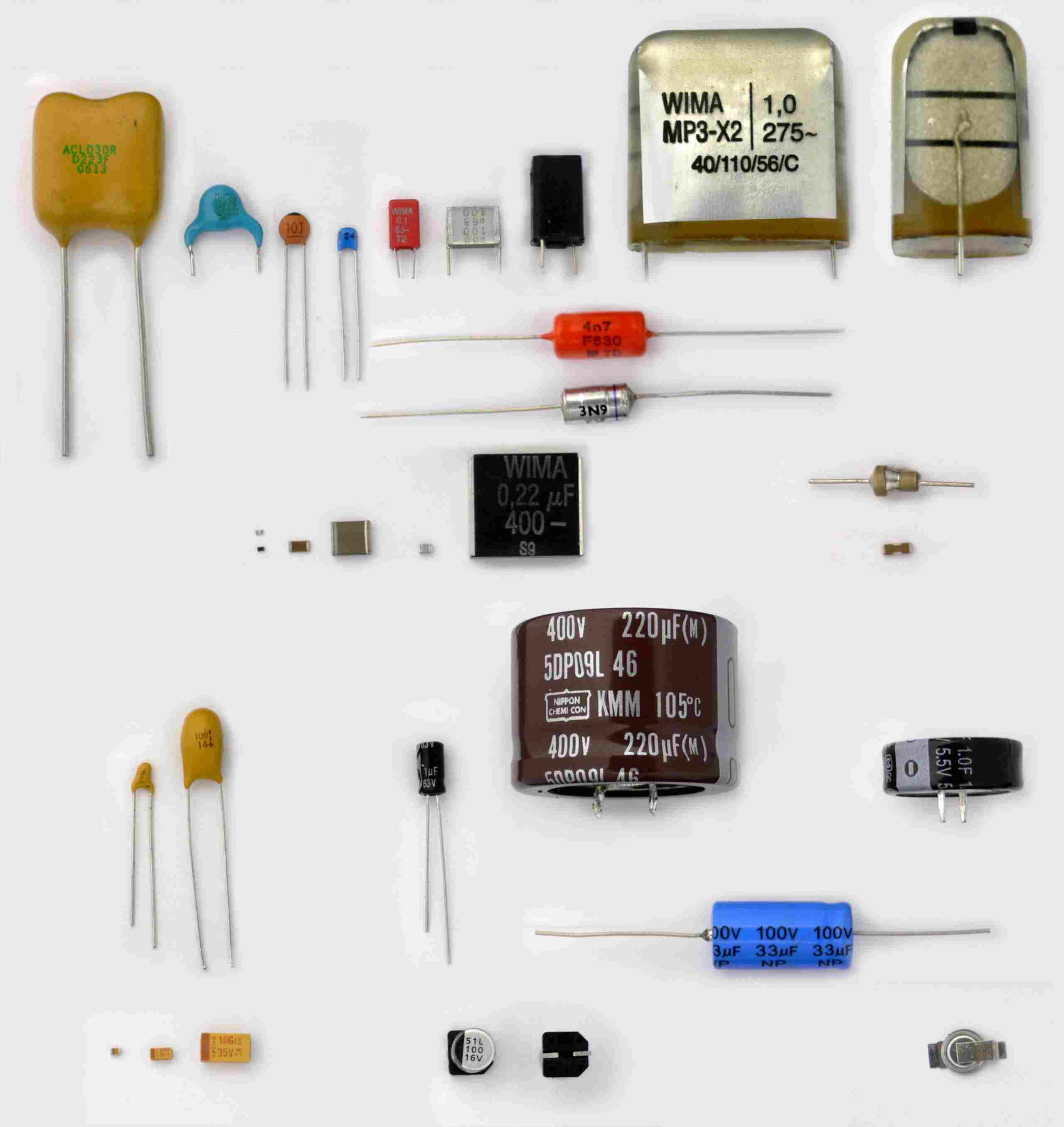
Verschiedene Kondensatoren zur Montage auf Leiterplatten (Datei ist auf commons annotiert, für Details anklicken)

Festkondensatoren haben einen definierten und mit einer Toleranz versehenen Kapazitätswert. Es gibt sie je nach den technischen Anforderungen wie Spannungsfestigkeit, Strombelastbarkeit, Kapazitätsstabilität, Temperaturkoeffizient, Einsatzfrequenzbereich, Temperaturbereich oder Montageart (SMD-Ausführung) sowie nach wirtschaftlichen Anforderungen (Preis) in zahlreichen verschiedenen Technologie-Familien, Ausführungen oder Bauformen.

Die wichtigsten industriell hergestellten Festkondensatoren sind Keramik-, Kunststoff-Folien-, Aluminium- und Tantal- Elektrolytkondensatoren und Superkondensatoren, früher „Doppelschichtkondensatoren“ genannt. Keramik- und Kunststoff-Folienkondensatoren besitzen Kapazitätswerte im Bereich weniger Pikofarad bis zu etwa 100 Mikrofarad. Elektrolytkondensatoren beginnen bei etwa 1 Mikrofarad und erstrecken sich bis in den Farad-Bereich. Darüber hinaus haben Superkondensatoren Kapazitätswerte bis in den Kilofaradbereich. 

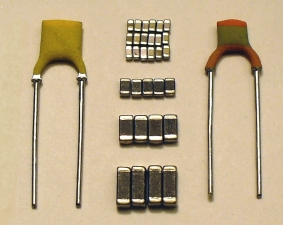
Keramikvielschicht-Chipkondensatoren unterschiedlicher Größe zwischen Keramik-Scheibenkondensatoren

#### Keramikkondensatoren
Keramikkondensatoren haben keramische Dielektrika mit Spannungsfestigkeiten von 10 bis zu 100.000 V bei verschieden hoher Permittivität. Sie bilden eine große Gruppe von Kondensatoren im unteren Kapazitätsbereich (0,5 pF bis zu 100 µF oder mehr). Die verwendeten Keramikarten gehören einerseits zu den paraelektrischen Materialien mit feldstärkeunabhängiger relativer Permittivität, beispielsweise Titandioxid (TiO2), andererseits zu den ferroelektrischen Materialien mit feldstärkeabhängiger relativer Permittivität, wie Bariumtitanat (BaTiO3). Keramikkondensatoren werden aus fein gemahlenen Granulaten durch Sinterung im Temperaturbereich zwischen 1200 und 1400 °C hergestellt. Durch geeignete Zusatzstoffe (Aluminium-Silikate, Magnesium-Silikate, Aluminiumoxide) kann die relative Permittivität εr eines Keramikkondensators zwischen 6 und 14.000 liegen. Die Keramikkondensatoren werden anhand ihrer Keramikart und damit zusammenhängend ihren elektrischen Eigenschaften in zwei Klassen eingeteilt: Klasse-1-Kondensatoren, die sich für Hochfrequenz- und Filteranwendungen eignen, und Klasse-2-Kondensatoren, die als Energiespeicher und Siebkondensator eingesetzt werden.

#### Kunststoff-Folienkondensatoren

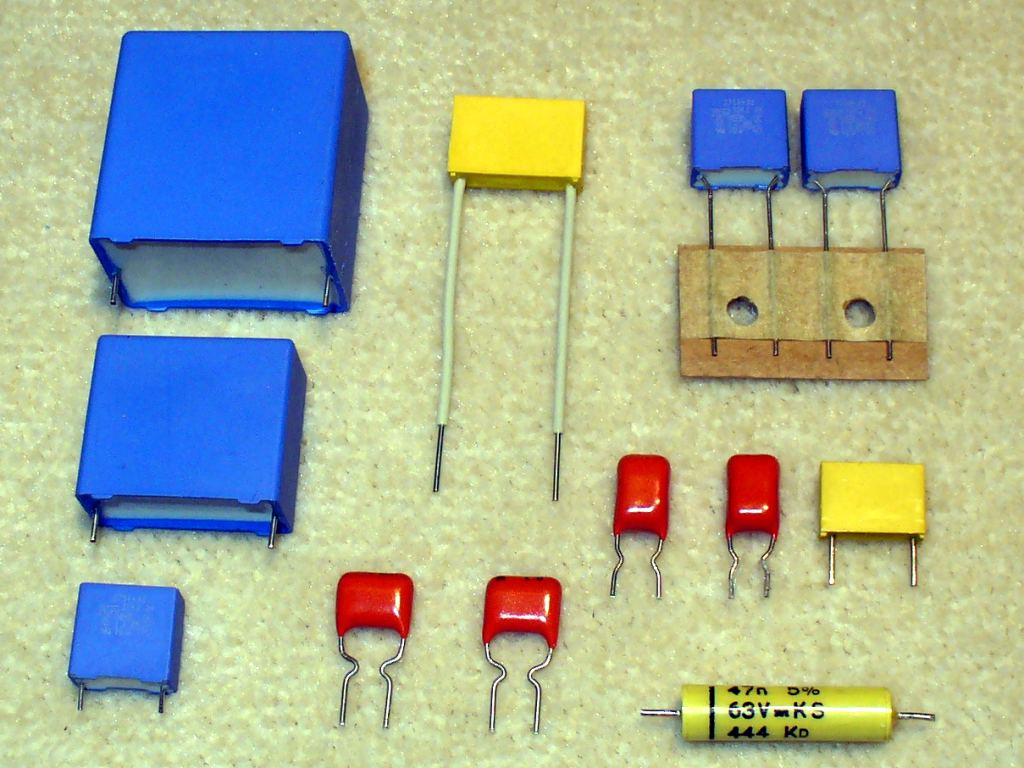
Gebecherte und tauchlackierte Kunststoff-Folienkondensatoren

Kunststoff-Folienkondensatoren verwenden Folien aus Kunststoff oder Kunststoffmischungen als Dielektrikum und werden in zwei Ausführungen hergestellt:
- Kunststoff-Folienkondensatoren mit Metallbelägen bestehen aus je zwei Kunststofffolien, die beide mit einer Metallfolie, meist aus Aluminium, belegt sind und gemeinsam zu einem Wickel aufgerollt werden. Bei den üblichen kleineren Bauformen ragen die Metallfolien abwechselnd entgegengesetzt über die Kunststofffolie hinaus, so dass auf jeder Seite des Wickels eine der Metallfolien übersteht, die dann großflächig und induktionsarm mit dem jeweiligen Anschluss kontaktiert wird.
- Metallisierte Kunststoff-Folienkondensatoren bestehen im einfachsten Fall aus zwei Kunststofffolien, die jeweils einseitig mit Aluminium bedampft sind. Diese werden mit leichtem seitlichem Versatz so aufgewickelt, dass die metallisierten Folien an gegenüberliegenden Seiten aus dem Wickel heraus stehen und somit kontaktiert werden können. Diese Bauform gibt es auch als Schichtkondensatoren – die Lagen werden zu einem großen Block geschichtet, aus dem die einzelnen Kondensatoren herausgesägt werden. Metallisierte Kunststoff-Folienkondensatoren sind, wie MP-Kondensatoren, bei einem Durchschlag selbstheilend, da die dünne Metallschicht der Beläge vom Spannungsdurchschlags-Lichtbogen um den Durchschlagskanal herum verdampft.

#### Metallpapierkondensatoren
Metallpapierkondensatoren (MP-Kondensatoren) bestehen aus je zwei mit Aluminium metallisierten Papierstreifen (Isolierpapier), die mit einer weiteren Papierfolie zu einem Wickel aufgerollt und in einem Becher eingebaut werden. Der Wickel wird mit einem Isolieröl imprägniert, wodurch die Spannungsfestigkeit erhöht und der Verlustfaktor verringert wird. MP-Kondensatoren finden vor allem als Leistungskondensatoren im Bereich der Leistungselektronik und für Netzanwendung als Entstörkondensator Verwendung. Sie sind auf Grund der metallisierten Beläge, wie vergleichbare Kunststoff-Folienkondensatoren, selbstheilend.

#### Elektrolytkondensatoren

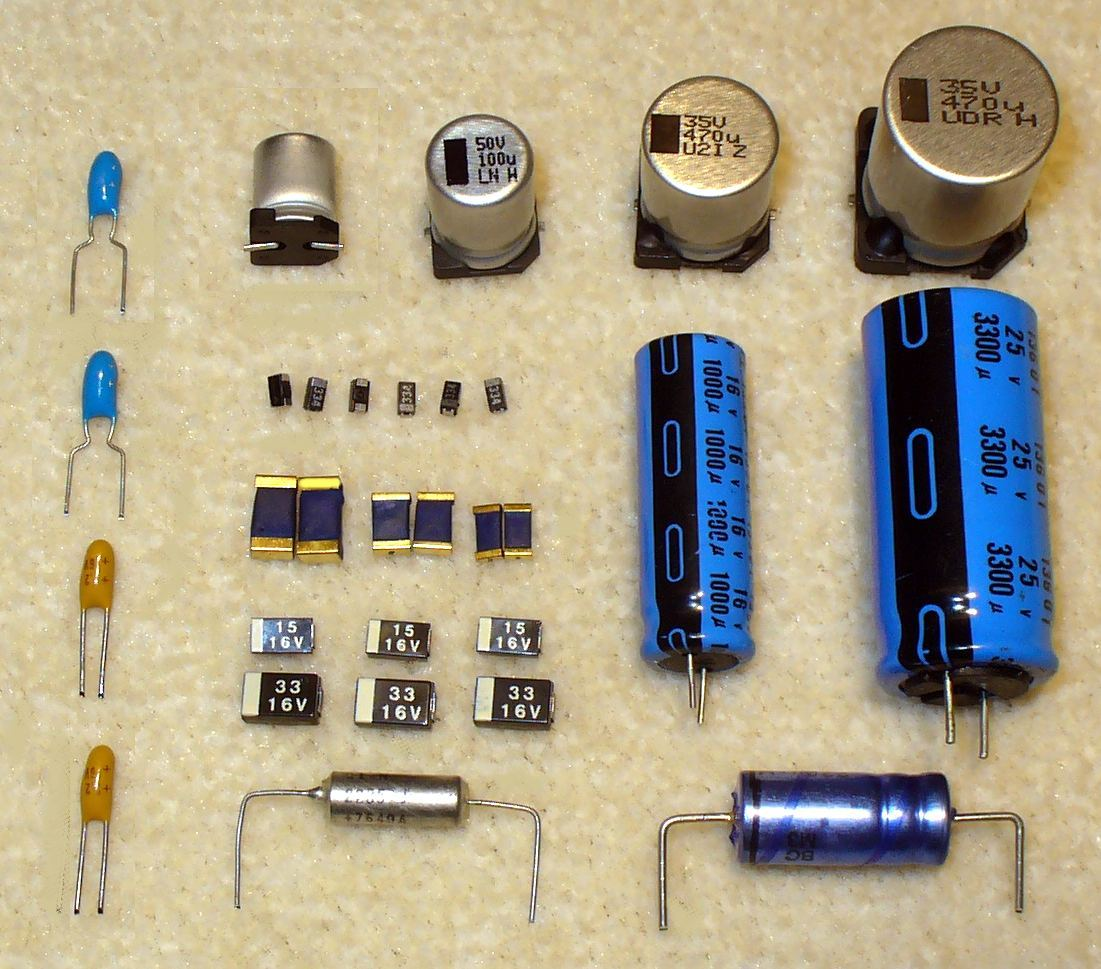
Verschiedene Bauformen von Tantal- und von Aluminium-Elektrolytkondensatoren

Elektrolytkondensatoren (auch Elko genannt) sind gepolte Kondensatoren, deren Anoden-Elektrode aus einem Metall (Aluminium, Tantal und Niob) besteht, auf dem durch Elektrolyse (anodische Oxidation, Formierung) eine äußerst dünne, elektrisch isolierende Schicht aus dem Oxid des Anodenmetalls erzeugt wird, die das Dielektrikum des Kondensators bildet. Zur Vergrößerung der Oberfläche wird die Anode strukturiert, bei Aluminium-Elkos wird die Anodenfolie aufgeraut, bei Tantal- und Niob-Elkos wird Metallpulver zu einem schwammartigen Körper gesintert. Der Elektrolyt kann aus einem flüssigen Elektrolyten (Ionenleiter) oder einem festen Elektrolyten (Elektronenleiter) bestehen und bildet die Kathode des Elektrolytkondensators, die sich der strukturierten Oberfläche der Anode perfekt anpassen muss. Die Stromzuführung zum Elektrolyten erfolgt über Folien gleichen Metalls wie das der Anode oder über eine andere geeignete Kontaktierung. Elektrolytkondensatoren sind, mit Ausnahme bipolarer Elektrolytkondensatoren, immer gepolte Bauelemente, die Anode ist der positive Anschluss. Sie dürfen niemals mit falsch gepolter Spannung betrieben werden (Explosionsgefahr) und können schon bei geringer Überspannung zerstört werden. Zur besseren Verpolungssicherheit gibt es Bauformen mit drei Pins, welche in Form eines unregelmäßigen Dreiecks angeordnet sind und daher nur in einer bestimmten Position in die Platine gelötet werden können. Der dritte Pin ist je nach Hersteller entweder unbeschaltet, mit dem Gehäuse oder mit der Kathode verbunden. Durch gegenpolige Serienschaltung zweier Anodenfolien in einem Kondensatorgehäuse werden für spezielle Anwendungen (zum Beispiel Tonfrequenzweichen) auch Bipolar-Elektrolytkondensatoren für Wechselspannungsbetrieb hergestellt. Neueste Entwicklungen auf dem Gebiet der Elektrolytkondensatoren sind Aluminium- und Tantal-Elektrolytkondensatoren mit Polymer-Elektrolyten aus leitfähigen Polymeren, die sich durch besonders geringe interne ohmsche Verluste auszeichnen.

#### Superkondensatoren
| \| \| \| \| \| Superkondensatoren \| \| \| \| \| \| \| \| \| \| \| \| \| \| \| \| \| \| \| \| \| \| \| \| \| \| \| \| \| \| \| \| \| \| \| \| \| \| \| \| \| Doppelschichtkondensatoren (elektrostatisch, Helmholtz-Schicht) Doppelschichtkapazität \| Doppelschichtkondensatoren (elektrostatisch, Helmholtz-Schicht) Doppelschichtkapazität \| Doppelschichtkondensatoren (elektrostatisch, Helmholtz-Schicht) Doppelschichtkapazität \| Doppelschichtkondensatoren (elektrostatisch, Helmholtz-Schicht) Doppelschichtkapazität \| Doppelschichtkondensatoren (elektrostatisch, Helmholtz-Schicht) Doppelschichtkapazität \| Doppelschichtkondensatoren (elektrostatisch, Helmholtz-Schicht) Doppelschichtkapazität \| \| \| Pseudokondensatoren (elektrochemisch, Faradaysch) Pseudokapazität \| Pseudokondensatoren (elektrochemisch, Faradaysch) Pseudokapazität \| Pseudokondensatoren (elektrochemisch, Faradaysch) Pseudokapazität \| Pseudokondensatoren (elektrochemisch, Faradaysch) Pseudokapazität \| Pseudokondensatoren (elektrochemisch, Faradaysch) Pseudokapazität \| Pseudokondensatoren (elektrochemisch, Faradaysch) Pseudokapazität \| \| Doppelschichtkondensatoren (elektrostatisch, Helmholtz-Schicht) Doppelschichtkapazität \| Doppelschichtkondensatoren (elektrostatisch, Helmholtz-Schicht) Doppelschichtkapazität \| Doppelschichtkondensatoren (elektrostatisch, Helmholtz-Schicht) Doppelschichtkapazität \| Doppelschichtkondensatoren (elektrostatisch, Helmholtz-Schicht) Doppelschichtkapazität \| Doppelschichtkondensatoren (elektrostatisch, Helmholtz-Schicht) Doppelschichtkapazität \| Doppelschichtkondensatoren (elektrostatisch, Helmholtz-Schicht) Doppelschichtkapazität \| \| \| Pseudokondensatoren (elektrochemisch, Faradaysch) Pseudokapazität \| Pseudokondensatoren (elektrochemisch, Faradaysch) Pseudokapazität \| Pseudokondensatoren (elektrochemisch, Faradaysch) Pseudokapazität \| Pseudokondensatoren (elektrochemisch, Faradaysch) Pseudokapazität \| Pseudokondensatoren (elektrochemisch, Faradaysch) Pseudokapazität \| Pseudokondensatoren (elektrochemisch, Faradaysch) Pseudokapazität \| \| \| \| \| \| \| \| \| \| \| \| \| \| \| \| \| \| \| \| \| Hybridkondensatoren (Elektrostatisch und elektrochemisch, Faradaysch) Doppelschicht- plus Pseudokapazität \| \| \| \| \| \| \| \| \| \| |                                                                                        |                                                                                        |                                                                                        | |                                                                                        |  |  |                                                                   |                                                                   |                                                                   |                                                                   |                                                                   |                                                                   |
| |                                                                                        |                                                                                        |                                                                                        | Superkondensatoren                                                                                        |                                                                                        |  |  |                                                                   |                                                                   |                                                                   |                                                                   |                                                                   |                                                                   |
| |                                                                                        |                                                                                        |                                                                                        | |                                                                                        |  |  |                                                                   |                                                                   |                                                                   |                                                                   |                                                                   |                                                                   |
| |                                                                                        |                                                                                        |                                                                                        | |                                                                                        |  |  |                                                                   |                                                                   |                                                                   |                                                                   |                                                                   |                                                                   |
| Doppelschichtkondensatoren (elektrostatisch, Helmholtz-Schicht) Doppelschichtkapazität | Doppelschichtkondensatoren (elektrostatisch, Helmholtz-Schicht) Doppelschichtkapazität | Doppelschichtkondensatoren (elektrostatisch, Helmholtz-Schicht) Doppelschichtkapazität | Doppelschichtkondensatoren (elektrostatisch, Helmholtz-Schicht) Doppelschichtkapazität | Doppelschichtkondensatoren (elektrostatisch, Helmholtz-Schicht) Doppelschichtkapazität                    | Doppelschichtkondensatoren (elektrostatisch, Helmholtz-Schicht) Doppelschichtkapazität |  |  | Pseudokondensatoren (elektrochemisch, Faradaysch) Pseudokapazität | Pseudokondensatoren (elektrochemisch, Faradaysch) Pseudokapazität | Pseudokondensatoren (elektrochemisch, Faradaysch) Pseudokapazität | Pseudokondensatoren (elektrochemisch, Faradaysch) Pseudokapazität | Pseudokondensatoren (elektrochemisch, Faradaysch) Pseudokapazität | Pseudokondensatoren (elektrochemisch, Faradaysch) Pseudokapazität |
| Doppelschichtkondensatoren (elektrostatisch, Helmholtz-Schicht) Doppelschichtkapazität | Doppelschichtkondensatoren (elektrostatisch, Helmholtz-Schicht) Doppelschichtkapazität | Doppelschichtkondensatoren (elektrostatisch, Helmholtz-Schicht) Doppelschichtkapazität | Doppelschichtkondensatoren (elektrostatisch, Helmholtz-Schicht) Doppelschichtkapazität | Doppelschichtkondensatoren (elektrostatisch, Helmholtz-Schicht) Doppelschichtkapazität                    | Doppelschichtkondensatoren (elektrostatisch, Helmholtz-Schicht) Doppelschichtkapazität |  |  | Pseudokondensatoren (elektrochemisch, Faradaysch) Pseudokapazität | Pseudokondensatoren (elektrochemisch, Faradaysch) Pseudokapazität | Pseudokondensatoren (elektrochemisch, Faradaysch) Pseudokapazität | Pseudokondensatoren (elektrochemisch, Faradaysch) Pseudokapazität | Pseudokondensatoren (elektrochemisch, Faradaysch) Pseudokapazität | Pseudokondensatoren (elektrochemisch, Faradaysch) Pseudokapazität |
| |                                                                                        |                                                                                        |                                                                                        | |                                                                                        |  |  |                                                                   |                                                                   |                                                                   |                                                                   |                                                                   |                                                                   |
| |                                                                                        |                                                                                        |                                                                                        | Hybridkondensatoren (Elektrostatisch und elektrochemisch, Faradaysch) Doppelschicht- plus Pseudokapazität |                                                                                        |  |  |                                                                   |                                                                   |                                                                   |                                                                   |                                                                   |                                                                   |

Superkondensatoren, früher „Doppelschichtkondensatoren“ genannt, (englisch electrochemical double layer capacitor, EDLC) haben die größte Energiedichte aller Kondensatoren. Ihre hohe Kapazität, bezogen auf das Bauvolumen, basiert einerseits auf dem physikalischen Phänomen äußerst dünner elektrisch isolierender Helmholtz-Doppelschichten an den Oberflächen spezieller großflächiger Elektrodenmaterialien, in denen die elektrische Energie statisch als Doppelschichtkapazität in elektrischen Feldern gespeichert wird. Andererseits stammt sehr oft ein weiterer Anteil an der hohen Kapazität aus einer sogenannten Pseudokapazität, einer innerhalb enger Grenzen spannungsabhängigen elektrochemischen bzw. faradayschen Speicherung elektrischer Energie, die mit in einer Redoxreaktion und mit einem Ladungsaustausch an den Elektroden verbunden ist, wobei allerdings im Gegensatz zu Akkumulatoren an den Elektroden keine chemische Stoffänderung eintritt. Die Pseudokapazität kann durch spezielle Elektroden bei gleichem Bauvolumen einen erheblich größeren Wert als die Doppelschichtkapazität erreichen.
Der jeweilige Anteil der Doppelschichtkapazität und der Pseudokapazität an der Gesamtkapazität des Kondensators wird in sehr grober Verallgemeinerung durch die Namensgebung solcher Kondensatoren in industriellen Veröffentlichungen erkennbar.
Doppelschichtkondensatoren
speichern die elektrische Energie überwiegend in Helmholtz-Doppelschichten ihrer Elektroden und haben keinen oder nur einen geringen Anteil von Pseudokapazität an der Gesamtkapazität (bis etwa 10 %)
Pseudokondensatoren
weisen aufgrund ihrer Elektrodenkonstruktion mit hoher Redoxkapazität meist einen zum Teil deutlich höheren Anteil an der Pseudokapazität auf, wodurch sie eine höhere spezifische Kapazität als Doppelschichtkondensatoren haben.
Hybridkondensatoren
sind Superkondensatoren mit einer statischen Doppelschichtelektrode und einer elektrochemischen Redox-Elektrode, wobei die Redox-Elektrode aus einer anderen Technologie, beispielsweise aus dem Bereich der Akkumulatoren oder der Elektrolytkondensatoren, ähneln kann.
Bei allen Superkondensatoren bildet der Elektrolyt die leitfähige Verbindung zwischen zwei Elektroden. Das unterscheidet sie von Elektrolytkondensatoren, bei denen der Elektrolyt die Kathode bildet, der Elektrolyt also eine Elektrode ist, die mit dem negativen Anschluss des Kondensators verbunden ist. Superkondensatoren sind, wie Elektrolytkondensatoren, gepolte Bauelemente, die nur mit korrekter Polarität betrieben werden dürfen.
Superkondensatoren werden unter vielen unterschiedlichen Handelsnamen wie BestCap, BoostCap, DLCAP, EVerCAP, DynaCap, Faradcap, GreenCap, Goldcap, SuperCap, PAS, PowerStor oder Ultracapacitor sowie die Lithium-Ionen-Kondensatoren unter Premlis, EneCapTen, Ultimo oder LIC angeboten.

#### Weitere Bauarten

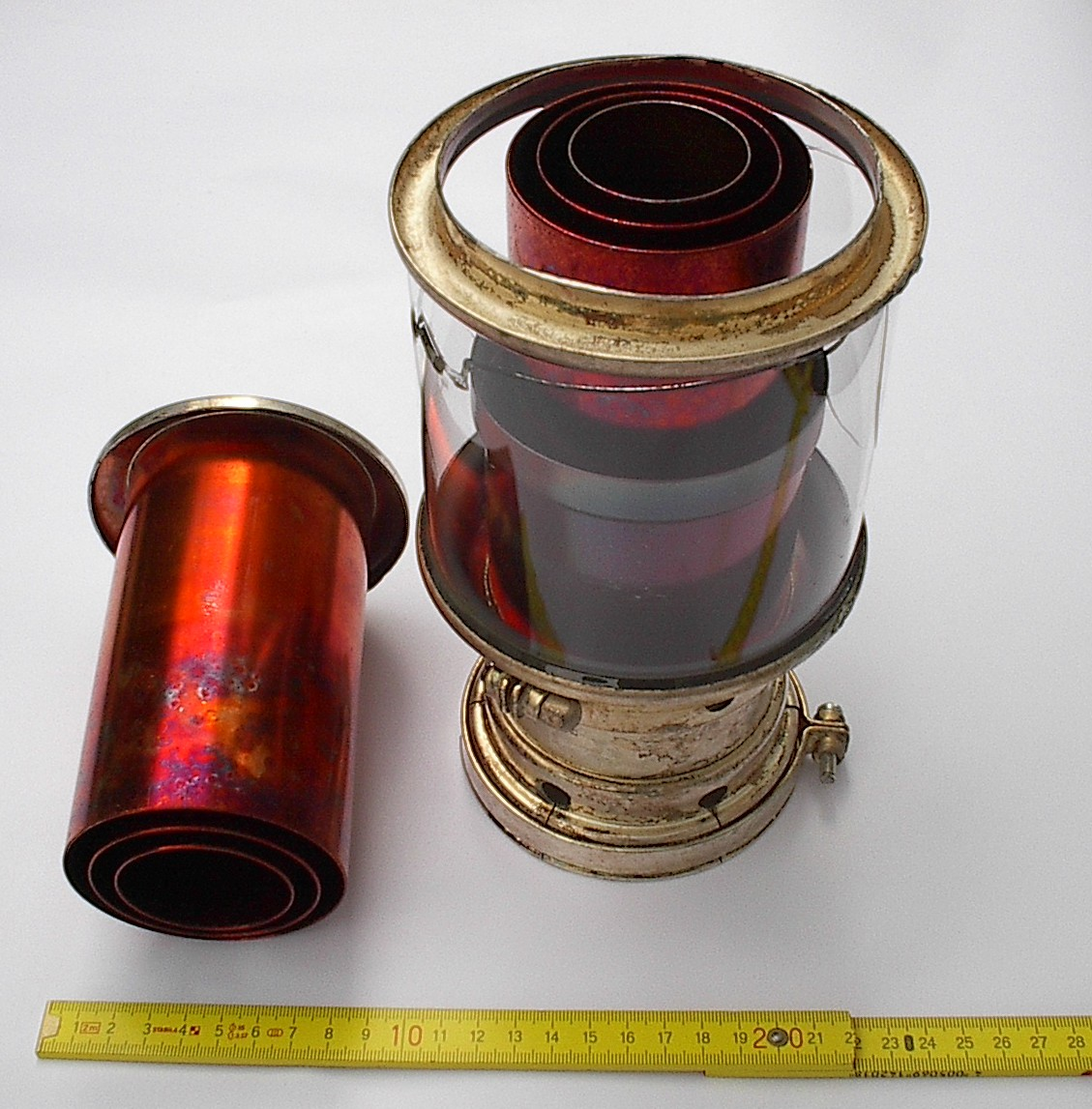
Aufgesägter Vakuumkondensator

Vakuumkondensatoren
Sie sind bei großen hochfrequenten Strömen und Spannungen im Kilovolt-Bereich vorteilhaft und werden vorzugsweise bei Sendern hoher Leistung eingesetzt. Es gibt auch Bauformen mit variabler Kapazität.
Glas-Dielektrikum
erlaubt einen hohen Temperaturbereich von −75 bis +200 °C; typische Werte sind 300 pF bis 100 nF.
Kondensatoren auf Siliziumsubstrat
In integrierten Schaltkreisen werden Kondensatoren konventionell durch eine Schichtfolge von Silizium, Siliziumoxid, Aluminium hergestellt. Silizium und Aluminium bilden dabei die Elektroden des Kondensators; das Siliziumoxid (auch Siliziumnitrid) bildet das Dielektrikum. Sind besonders viele Kondensatoren erforderlich, wie in Halbleiterspeichern, so kommen auch schwieriger zu verarbeitende Dielektrika mit höherer Dielektrizitätszahl zum Einsatz. In besonderen Fällen, wenn der Speicherinhalt ohne Energieversorgung erhalten bleiben soll, auch Ferroelektrika.
 Nach einem ähnlichen Verfahren werden diskrete Kondensatoren hergestellt, die bei Frequenzen bis in den Gigahertz-Bereich gute Eigenschaften besitzen.
Glimmerkondensatoren
haben ein Dielektrikum aus dem natürlich vorkommenden Mineral Glimmer. Dieses weist eine hohe Spannungsfestigkeit auf und ist aufgrund seiner Schichtstruktur spaltbar in dünne Blättchen bis hinab zu 20 µm Dicke, die meist mit Silber als Elektrodenbeläge bedampft werden. Glimmerkondensatoren werden aufgrund der niedrigen Verlustfaktoren in der Sendetechnik und aufgrund ihrer hohen Kapazitätskonstanz und geringen Kapazitätstoleranz in Messnormalen und in Filter- und Schwingkreisanwendungen für hohe Anforderungen eingesetzt. Sie werden, nach dem englischen Wort für Glimmer, oft als Mica-Kondensatoren bezeichnet.
Neben der Unterteilung von Kondensatoren nach verwendetem Dielektrikum bzw. bei Elkos nach der Kathode kann eine Klassifizierung nach Anwendungsbereich oder nach Bauform erfolgen. Wichtige Beispiele sind:
Leistungskondensatoren
sind Metallpapier- oder Kunststoff-Folienkondensatoren. Sie können direkt an Versorgungsnetzspannung betrieben werden und zeichnen sich durch eine größere Bauform, je nach Leistungsbereich durch Steck- oder Schraubanschlüsse sowie meist durch erdbare Blechgehäuse aus und sind funktionell für eine hohe Strombelastbarkeit vorgesehen.
Durchführungskondensatoren
sind meist koaxial aufgebaute Kondensatoren, oft Keramikkondensatoren, die eine elektrische Leitung durch eine leitfähige Wandung (Abschirmung) führen. Der innen liegende Anschluss ragt beidseitig an den Enden eines leitfähigen Belags aus dem Kondensator heraus und bildet die Durchführung für eine elektrische Verbindung. Die außen liegende Elektrode des Kondensators wird mit der Wandung kontaktiert. Die Kapazität, die zwischen Innen- und Außenanschluss wirkt, leitet hochfrequente Störungen, zum Beispiel einkoppelnde Funkwellen aus der Umgebung, aus einer Geräte-Zuleitung gegen Masse ab.
Schutzringkondensatoren
sind eine spezielle Bauform eines Plattenkondensators, um Randeffekte in Messvorgängen zu reduzieren.

### Bauformen von Festkondensatoren
Die heutzutage industriell genutzten Bauformen von Festkondensatoren spiegeln die Entwicklung der industriellen Technik der letzten 100 Jahre wider. Die Bauformen zu Beginn des 20. Jahrhunderts wurden noch mechanisch mit Schrauben befestigt und die Anschlüsse per Hand gelötet oder auch angeschraubt. Der Preisdruck in der Fertigung führte Mitte des 20. Jahrhunderts zur Leiterplattentechnik. Dafür wurden bedrahtete Bauteile benötigt und die Kondensatoren wurden entsprechend mit Anschlussdrähten entwickelt. Aus zunächst liegenden Bauformen mit axialen Anschlüssen wurden, um mit kompakteren Leiterplatten Kosten einzusparen, etwas später radiale, stehende Bauformen. Diese werden häufig, bei gleichen elektrischen Werten, mit verschieden großen Abständen der Anschlüsse, dem Rastermaß (RM), angeboten.
Im Zuge der Miniaturisierung und Standardisierung, getrieben von der Entwicklung immer umfangreicherer Schaltungen, begann in den 1980er Jahren der Siegeszug der oberflächenmontierbaren Bauelemente, der sog. SMD-Chips. Sie ermöglichen kompaktere Leiterplatten bei höherer Fertigungsqualität und niedrigeren Prozesskosten.

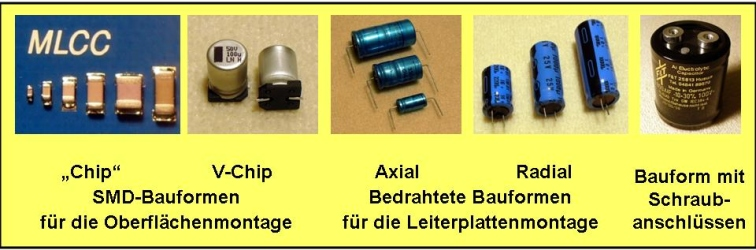
Bauformen von Kondensatoren

Neben den Bauteilen für das industrielle Massengeschäft finden sich aber auch weiterhin Bauformen, die sich aus speziellen Anforderungen der jeweiligen Schaltung ergeben. Beispielsweise die Flachbandanschlüsse von Folienkondensatoren für eine hohe Impuls-Strombelastbarkeit, die Schraubanschlüsse großer Aluminium-Elektrolytkondensatoren für hohe Strombelastbarkeit oder spezielle Bauformen für zum Beispiel Durchführungskondensatoren.
Integrierte Schaltungen enthalten eine große Zahl von Kondensatoren. Je nach Anforderung können diese zwischen unterschiedlichen Schichten des ICs mit zwischenliegendem Isolator (=Dielektrikum) bestehen. Die Kondensatorplatten können z. B. aus verschiedenen Metall- oder Polysilizium-Schichten bestehen. Besonders bei DRAMs besteht jede Speichzelle üblicherweise aus einem Kondensator mit zugehörigem Transistor. Siehe auch MIS-Kondensator.

### Variable Kondensatoren

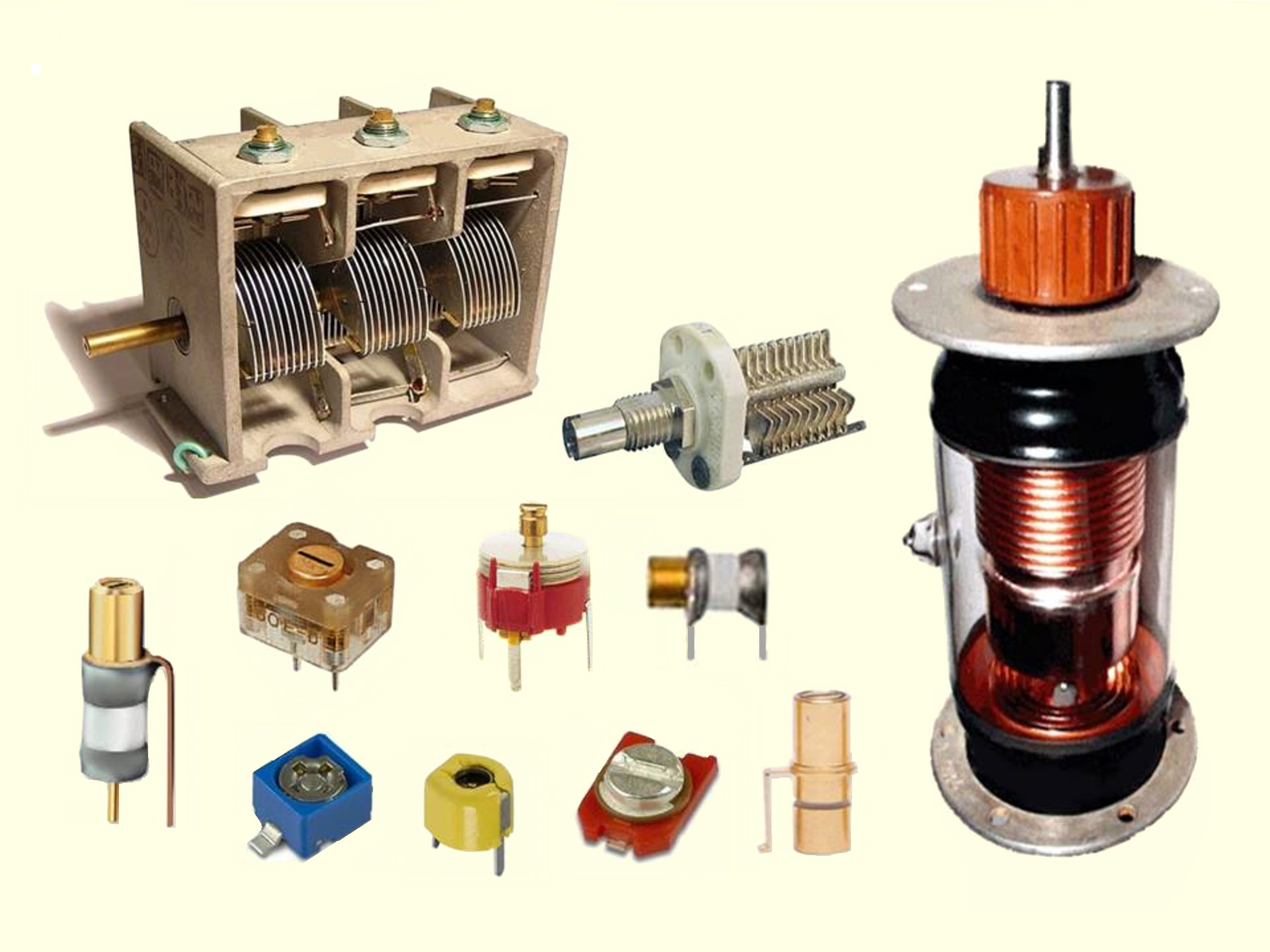
Beispiele mechanisch variabler Dreh- und Trimmkondensatoren (nicht maßstäblich dargestellt)

Variable Kondensatoren sind elektrische Kondensatoren, deren Kapazität in definierten Grenzen manuell oder mit einer geregelten Motorsteuerung stufenlos und reproduzierbar eingestellt werden kann. Sie werden überwiegend in Filtern und Oszillatoren für die Abstimmung von Sendern oder Empfängern sowie zur Impedanzanpassung eingesetzt, wobei sie durch die Möglichkeit der Einstellbarkeit die sonst erforderlichen einzelnen Kondensatoren der vielen Einzelkreise mit unterschiedlicher Frequenz ersetzen.
Es gibt mechanische und elektrische variable Kondensatoren.
Die mechanisch-variablen Kondensatoren gehören zu den Passiven Bauelementen und werden unterschieden in Drehkondensatoren, die zur Senderabstimmung für häufige und wiederholende Betätigungen ausgelegt sind und Trimmkondensatoren (Trimmer), die für einmalige oder seltene Betätigungen zur Feinabstimmung ausgelegt sind.
Die meisten Bauformen der mechanisch-variablen Kondensatoren haben nur noch historische Bedeutung, auch die anschaulichen, mit Luft-Dielektrikum arbeitenden Drehkondensatoren, die typisch für die Sendereinstellung älterer Radios waren. Diese mechanischen Kondensatoren sind seit den 1970er Jahren durch Kapazitätsdioden abgelöst oder durch VCO-gesteuerte PLL-Schaltungen ersetzt worden.
Heutzutage noch benötigte mechanische Bauformen sind u. a.
- Variable Vakuumkondensatoren für Geräte mit höheren Leistungen wie in MRT-Scannern.[25]
- Multiturn-Rohrtrimmer, die sich aufgrund des wirksamen Drehwinkels der Spindel, der ein Mehrfaches von 360 Grad (Multiturn) beträgt, recht präzise einstellen lassen und für Mikrowellen-Anwendungen in Radargeräten sowie in medizinischen und industriellen Geräten bis zu 100 GHz geeignet sind.[26][27]
- SMD-Trimmer mit kleinsten Abmessungen in Kreisen mit sehr kleinen Leistungen für z. B. Mobiltelefone, ferngesteuerte Zugangssysteme, Überwachungskameras, DVD-Geräte und Einbruchsicherungen[28], sowie
- Laser-Abgleichkondensatoren, deren oberste Elektrode mit Hilfe eines präzise steuerbaren Laserstrahles schrittweise verdampft werden kann. Somit lässt sich ein gewünschter Kapazitätswert mit einer sehr großen Genauigkeit einstellen.[29][30]

Ein einstellbarer Kapazitätswert kann für Kreise mit kleineren Leistungen auch durch elektrisch-variable Kondensatoren, auch Varaktoren genannt (Varactors), bewerkstelligt werden. Diese Kondensatoren gehören zu den Aktiven Bauelementen und nutzen die Eigenschaften der Halbleitertechnik aus, um eine variable Kapazität zu erhalten. Zu den elektrisch-variablen Kondensatoren gehören
- Kapazitätsdioden (Varicap diode), in denen durch elektrisch beeinflussbare Änderung der Raumladungszone der Elektrodenabstand und somit die Kapazität variiert werden kann.
- Dielektrisch-variable Kondensatoren (Dielectric varactors), beispielsweise integrierte variable BST-Kondensatoren bzw. BST-Varaktoren (BST varactors), deren Besonderheit das Dielektrikum aus dem ferroelektrischen Material Barium-Strontium-Titanat (BST) ist. BST hat eine relativ hohe relative Permittivität, die abhängig von der Feldstärke im Dielektrikum ist. Damit ist die Kapazität der BST-Varaktoren abhängig von der anliegenden Spannung.[31][32],
- Digital-variable Kondensatoren (Digitally Tunable Capacitors (DTC)) sind Anordnungen mehrerer integrierter Kondensatoren in Integrierten Schaltungen unterschiedlicher Halbleitertechnologien, die über digital-codierte Schalter parallel/seriell so geschaltet werden können, das ein gewünschter Kapazitätswert erreicht wird, der zur Abstimmung eines Schwingkreises oder Filters benötigt wird.[33] und
- Elektrisch-variable RF-MEMS-Kondensatoren (Tunable RF MEMS capacitors), in denen die Kraft ausgenutzt wird, mit der sich gegenpolig geladene bewegliche Elektroden in Mikro-Elektromechanischen Systemen beim Anlegen einer Spannung anziehen, um elektrisch einstellbare Kapazitätswerte zu erzeugen.[34]

Die Parameter dieser elektrisch-variablen Kondensatoren werden durch spezielle Eigenschaften der Halbleitertechnik stark beeinflusst. U. a. führen die kleinen Dimensionen zu deutlich kleineren realisierbaren Kapazitätswerten, wodurch allerdings die Eignung dieser Kondensatoren für höhere Frequenzen bis zu einigen 100 GHz möglich wird. Sie werden u. a. in modernen stationären und mobilen Empfangsgeräten in Filtern zur Frequenzselektion eingesetzt.

### Kennzeichnungen
Bei Kondensatoren gibt es keine so einheitliche Kennzeichnung wie bei Widerständen. Einige häufige Varianten sind unten aufgelistet. Weitere Informationen sind über die Weblinks unten zu finden.

#### Kennzeichnung der Kapazität
- 473: Die ersten beiden Ziffern geben den Wert in Pikofarad an, die dritte die Anzahl der nachfolgenden Nullen. 473 bedeutet also 47 × 103 pF = 47000 pF = 47 nF.
- 18: Oft auf keramischen bedrahteten Kondensatoren als Aufdruck zu finden, bedeutet eine Angabe in Pikofarad, hier also 18 pF.
- 3n9: Bedeutet 3,9 nF.
- .33 K 250: Die erste Zahl gibt den Wert in Mikrofarad an, also 0,33 µF = 330 nF. K steht für eine Kapazitätstoleranz von 10 % und 250 für die Nennspannung in Volt, für die der Kondensator ausgelegt ist und die dauernd im gesamten spezifizierten Temperaturbereich angelegt werden darf (J, K und M stehen respektive für ±5 %, ±10 % und ±20 %).
- Für die zunehmend seltener werdende axiale Bauform waren auch Farbcodes üblich.

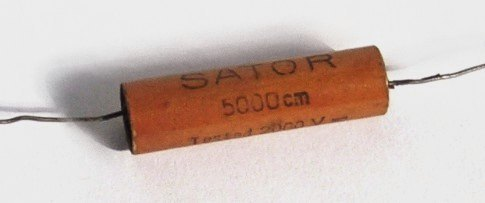
Papierkondensator mit der Kapazität „5000 cm“

Mitte des 20. Jahrhunderts wurden vor allem Papierkondensatoren, welche in den damals aufkommenden ersten Röhrenempfängern für den Rundfunkempfang eingesetzt wurden, häufig mit der Einheit „cm“ beschriftet, der Kapazitätseinheit im kaum noch gebrauchten elektrostatischen CGS-Einheitensystem.
Die nebenstehende Abbildung zeigt einen Papierkondensator der Firma SATOR aus dem Jahr 1950 mit einer Kapazität laut Aufdruck von „5.000 cm“ bei einer Prüfspannung von „2.000 V“. Das wäre eine Kapazität von zirka 5,6 nF im üblichen SI-Einheitensystem. Eine Kapazität von 1 cm im CGS-Einheitensystem entspricht 1,1 pF im SI-Einheitensystem, der Umrechnungsfaktor ist 4 πε0.

#### Weitere Kennzeichnungen
- Oft wird bei Elektrolytkondensatoren ein in mehreren Ziffern codierter Datumscode aufgedruckt, um das Herstellungsdatum erkennen zu können, da Elektrolytkondensatoren in Abhängigkeit von der Zeit ihre Kapazität verringern können; zum Beispiel 2313 : 2 = 2002, 3 = März, 13 = 13. Tag, also 13. März 2002. Der Aufbau der Codes kann sich bei verschiedenen Herstellern unterscheiden, da nur wenige sich nach einheitlichen Normen richten. (Siehe auch Kennzeichnung von Elektrolytkondensatoren)
- Sofern es die Bauform des Kondensators zulässt, wird auch der Hersteller, der Betriebstemperaturbereich, die Spannungsfestigkeit und eine Baureihenbezeichnung angebracht, die Aufschluss über den verwendeten Isolator gibt.
- Keramikkondensatoren werden mit ihrer Toleranz und dem gültigen Temperaturbereich gekennzeichnet.
- Die Bezeichnungen X1, X2, X3 sowie Y1 bis Y4 dienen der Kennzeichnung von Entstörkondensatoren zur Verwendung in Netzfiltern im Niederspannungsnetz. X-Kondensatoren werden zwischen Außenleiter und Neutralleiter eingesetzt. Der X1-Typ hält einem Spannungsimpuls von 4 kV stand, X2 von 2,5 kV. Durch eine spezielle Konstruktion geraten sie auch bei Überlastung nicht in Brand. Die Y-Typen werden eingesetzt, wenn eine Schutzisolierung überbrückt wird und deren Defekt zu einem Stromschlag führen kann; sie halten Spannungsimpulsen der doppelten Höhe stand.

### Schaltzeichen
In den unten abgebildeten Schaltzeichen symbolisieren die horizontalen Flächen die separierten Elektroden. In Europa sind elektrische Schaltzeichen in EN 60617 Graphische Symbole für Schaltpläne bzw. IEC 60617 genormt. Im nordamerikanischen Raum kommen die Normen ANSI/IEEE Std 91a–1991 IEEE Graphic Symbols for Logic Functions, IEEE Std 315–1986 (Reaffirmed 1993) / ANSI Y32.2–1975 (Reaffirmed 1989) / CSA Z99–1975 Graphic Symbols for Electrical and Electronics Diagrams zum Einsatz.

Auswahl verschiedener Schaltzeichen von Kondensatoren nach Typen

### Normung und Ersatzschaltbild
Diskrete Kondensatoren sind Industrieprodukte, von denen etwa 1400 Milliarden (1,4·1012) Einheiten im Jahre 2008 hergestellt und eingebaut wurden. Für Kondensatoren werden die elektrischen Werte und die Kriterien ihrer Messverfahren im internationalen Bereich harmonisiert durch die Rahmenspezifikation IEC 60384-1, die in Deutschland als DIN EN 60384-1 (VDE 0565-1) im Mai 2010 erschienen ist. Diese Norm definiert zunächst die elektrischen Werte eines Kondensators mit Hilfe eines Serien-Ersatzschaltbildes. Darin sind:
- C die Kapazität des Kondensators,

Serien-Ersatzschaltbild eines Kondensators

- Risol, der Isolationswiderstand des Dielektrikums bzw. RLeak, der Widerstand, der den Reststrom bei Elektrolytkondensatoren repräsentiert,
- ESR (engl. Equivalent Series Resistance), der äquivalente Serienwiderstand, in ihm sind die ohmschen Leitungs- und die dielektrischen Umpolungsverluste des Kondensators zusammengefasst
- ESL (engl. Equivalent Series Inductivity L), die äquivalente Serieninduktivität, sie fasst die parasitäre Induktivität des Bauelementes zusammen.

Mit diesem Ersatzschaltbild, den Vorschriften in der DIN EN 60384-1 und den jeweiligen untergeordneten Bauartspezifikationen können Betriebszustände von Kondensatoren so beschrieben werden, dass für definierte Randbedingungen (Frequenz, Temperatur, anliegende Spannung) reproduzierbare Messergebnisse erzielt werden können.

## Elektrotechnische und systemtheoretische Beschreibung
Für die unterschiedlichen Anwendungsbereiche wurde eine Reihe von Beschreibungen entwickelt, die bestimmte Aspekte des Verhaltens eines Kondensators hervorheben.

### Feldenergie
Ein geladener Kondensator speichert elektrische Energie in dem elektrischen Feld, das zwischen den geladenen Platten besteht. Ist ein Kondensator der Kapazität {\displaystyle C} auf die Spannung {\displaystyle U} geladen, so enthält sein Feld die Energie {\displaystyle E} gemäß:
{\displaystyle E={\frac {1}{2}}\cdot C\cdot U^{2}}
Zum Laden eines Kondensators werden elektrische Ladungen von der einen Platte zur anderen transportiert. Je weiter der Kondensator während dieses Vorgangs bereits aufgeladen ist, desto stärker ist das bereits zwischen seinen Platten herrschende elektrische Feld {\displaystyle E}, desto mehr Kraft wird ausgeübt, um die Ladung von einer Platte zur anderen zu bringen. Mit steigender Spannung des Kondensators wird daher zunehmend mehr Arbeit für eine weitere Spannungserhöhung verrichtet. Am Schluss ist die während des Aufladens verrichtete Gesamtarbeit als Feldenergie gespeichert. Beim Entladen wird diese wieder frei.

### Lade- und Entladevorgang
Für einen Lade- oder Entladevorgang gelten mit {\displaystyle \tau =R_{\text{C}}\cdot C} die Zusammenhänge
{\displaystyle u_{\text{C}}(t)=U_{0}+\Delta U\cdot e^{-{\frac {t}{\tau }}}=U_{0}+\left(U_{{\text{C}},t_{0}}-U_{0}\right)\cdot e^{-{\frac {t}{\tau }}}}
und
{\displaystyle i_{\text{C}}(t)={\frac {u_{\text{C}}(t)}{R_{\text{C}}}}={\frac {U_{0}}{R_{\text{C}}}}+{\frac {\Delta U}{R_{\text{C}}}}\cdot e^{-{\frac {t}{\tau }}}}.
Dabei ist
{\displaystyle e} die Eulersche Zahl
{\displaystyle u_{\text{C}}(t)} die Kondensatorspannung zum Zeitpunkt {\displaystyle t}
{\displaystyle i_{\text{C}}(t)} der Ladestrom zum Zeitpunkt {\displaystyle t}
{\displaystyle U_{0}} die Quellspannung, welche am Kondensator anliegt
{\displaystyle U_{{\text{C}},t_{0}}} die Kondensatorspannung zum Zeitpunkt {\displaystyle t=0}
{\displaystyle \Delta U} die Differenz zwischen Kondensatorspannung und Quellspannung
{\displaystyle \tau } die Zeitkonstante des Kondensators
{\displaystyle R_{\text{C}}} der Innenwiderstand des Kondensators, bzw. die Summe aus Innen- und Vorwiderstand bei einem RC-Glied
{\displaystyle C} die Kapazität des Kondensators

### Ladevorgang

Kondensator-Ladekurven

Der Ladevorgang des Kondensators eines RC-Gliedes (Verzögerungsglied) an einer Gleichspannungsquelle {\displaystyle U_{0}} mit dem Innenwiderstand 0 Ohm lässt sich durch folgende Gleichungen des Spannungs- und Stromverlaufs als Funktion der Zeit beschreiben.
{\displaystyle u_{\mathrm {C} }(t)=U_{0}\cdot {\biggl (}1-e^{-{\frac {t}{\tau }}}{\biggr )}=U_{0}\cdot {\biggl (}1-e^{-{\frac {t}{R_{\mathrm {C} }\cdot C}}}{\biggr )}} und
{\displaystyle i_{\mathrm {C} }(t)={\frac {U_{0}}{R_{\mathrm {C} }}}\cdot e^{-{\frac {t}{\tau }}}=I_{0}\cdot e^{-{\frac {t}{R_{\mathrm {C} }\cdot C}}}}
mit {\displaystyle u_{\mathrm {C} }} als Momentanwert der Spannung am Kondensator, {\displaystyle i_{\mathrm {C} }} als Momentanwert des Stroms am Kondensator, {\displaystyle R_{\mathrm {C} }} als ohmscher (Vor-)Widerstand des Kondensators (im Stromkreis), {\displaystyle \tau =R_{\mathrm {C} }\cdot C} als Zeitkonstante und {\displaystyle U_{0}} als Ladespannung. Ein Kondensator erreicht nach einer Ladezeit von {\displaystyle \tau } eine Spannung in Höhe von {\displaystyle 0{,}632\cdot U_{0}}; nach einer Ladezeit von nur rund {\displaystyle 0{,}69\cdot \tau } hat ein Kondensator bereits 50 % seiner endgültigen beziehungsweise ursprünglichen Spannung erreicht. Er ist nach einer Ladezeit von {\displaystyle t_{\mathrm {C} }\approx 5\tau } zu rund 99 % aufgeladen.

### Entladevorgang

Kondensator-Entladekurve (Spannungsverlauf)

Der Verlauf der elektrischen Spannung und des elektrischen Stroms (in der Zeit) während des Entladevorgangs eines Kondensators lassen sich folgendermaßen als Funktionen darstellen:
{\displaystyle u_{\mathrm {C} }(t)=U_{0}\cdot e^{-{\frac {t}{\tau }}}=U_{0}\cdot e^{-{\frac {t}{R_{\mathrm {C} }\cdot C}}}} sowie
{\displaystyle i_{\mathrm {C} }(t)=-{\frac {U_{0}}{R_{\mathrm {C} }}}\cdot e^{-{\frac {t}{\tau }}}=-I_{0}\cdot e^{-{\frac {t}{R_{\mathrm {C} }\cdot C}}}}
mit {\displaystyle U_{0}} als Spannung des geladenen Kondensators. An einem Kondensator liegt nach einer Entladezeit von {\displaystyle \tau } nur noch eine Spannung von {\displaystyle 0{,}368\cdot U_{0}} (= 1/e) an; nach einer Entladezeit von näherungsweise {\displaystyle 0{,}69\cdot \tau } ist die Spannung auf die Hälfte gesunken. Nach einer Entladezeit von {\displaystyle t_{\mathrm {C} }\approx 5\tau } ist die Spannung auf rund 1 % gesunken (Restströme/Leckströme sind zu beachten).

### Zeitbereich
Eine Beziehung zwischen Strom und Spannung ergibt sich durch die zeitliche Ableitung der Elementgleichung des Kondensators {\displaystyle Q:=Q(t)=C(t)\cdot U(t)}:
{\displaystyle I={\frac {\mathrm {d} Q}{\mathrm {d} t}}={\frac {\mathrm {d} C}{\mathrm {d} t}}\cdot U(t)+C(t)\cdot {\frac {\mathrm {d} U}{\mathrm {d} t}}=C\cdot {\frac {\mathrm {d} U}{\mathrm {d} t}},{\text{ falls }}C(t):=C:={\text{const.}}}
Das bedeutet, dass der Strom durch den Kondensator proportional der Spannungsänderung am Kondensator ist. Die Aussage, dass der Strom proportional der zeitlichen Ableitung der Spannung ist, lässt sich umkehren: Die Spannung ist proportional zum zeitlichen Integral des Stroms. Legt man beispielsweise einen konstanten Strom an, so folgt daraus eine konstante Spannungsänderung, die Spannung steigt linear an.
Das Aufladen und Entladen eines Kondensators durch eine Spannungsquelle über einen Widerstand resultiert in einen exponentiell abflachenden Spannungsverlauf. Es wird ausführlich im Artikel RC-Glied behandelt.

### Phasenverschiebung und Blindwiderstand

Phasenverschiebung zwischen Strom (grün) und Spannung (rot) an einem Kondensator

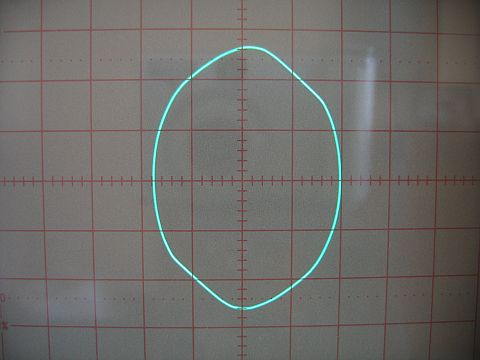
Mit einem Komponententester aufgenommene Darstellung der Kennlinie eines Kondensators auf einem Oszilloskop macht die Phasenverschiebung sichtbar

Eine kosinusförmige Wechselspannung mit der Amplitude {\displaystyle U_{S}:={\text{const.}}} und der Frequenz {\displaystyle f:={\text{const.}}} bzw. der Kreisfrequenz {\displaystyle \omega =2\pi f}, also
{\displaystyle u(t)=U_{\mathrm {S} }\cos(\omega t+\varphi _{\mathrm {u} })}
an einem Kondensator bewirkt den Stromfluss
{\displaystyle i(t)=C\;{\frac {\mathrm {d} u(t)}{\mathrm {d} t}}=\omega CU_{\mathrm {S} }\;(-\sin(\omega t+\varphi _{u}))}
{\displaystyle i(t)=I_{\mathrm {S} }(-\sin(\omega t+\varphi _{u}))=I_{\mathrm {S} }\cos(\omega t+\varphi _{u}+90^{\circ })\,}.
Der Strom fließt zeitlich versetzt zur Spannung („Phasenverschiebung“), er eilt dieser um {\displaystyle {\tfrac {\pi }{2}}} bzw. 90° voraus.
{\displaystyle \varphi _{i}=\varphi _{u}+{\frac {\pi }{2}}}
Die Stromstärke {\displaystyle I_{S}:={\text{const.}}} ist proportional zur Frequenz {\displaystyle f} der angelegten Spannung und zur Kapazität {\displaystyle C} des Kondensators:
{\displaystyle I_{\mathrm {S} }\sim f}
{\displaystyle I_{\mathrm {S} }\sim C}
Das Verhältnis von Spannungsamplitude zu Stromamplitude wird allgemein als Scheinwiderstand bezeichnet; im Falle eines idealen Kondensators, bei dem der Strom der Spannung um genau 90° vorauseilt, als kapazitiver Blindwiderstand {\displaystyle X_{\text{C}}}:
Phasenverschiebungswinkel:
{\displaystyle \varphi _{z}=\varphi _{u}-\varphi _{i}=-{\frac {\pi }{2}}}
Blindwiderstand:
{\displaystyle X_{\mathrm {C} }={\frac {U_{\mathrm {S} }}{I_{\mathrm {S} }}}\cdot \sin(\varphi _{\mathrm {z} })={\frac {U_{\mathrm {S} }}{\omega CU_{\mathrm {S} }}}\cdot \sin \left(-{\frac {\pi }{2}}\right)=-{\frac {1}{\omega C}}\,.}
Die Formel zeigt, dass der elektrische Blindwiderstand des Kondensators mit zunehmender Frequenz bis zum praktischen Kurzschluss bei Hochfrequenz abnimmt und andererseits bei der Frequenz {\displaystyle f=0}, also bei Gleichspannung, unendlich groß wird und praktisch wie eine Leitungsunterbrechung wirkt.
Durch die Phasenverschiebung von 90° zwischen Spannung und Strom wird an einem Blindwiderstand im zeitlichen Mittel keine Leistung in Wärme umgewandelt; die Leistung pendelt nur hin und her und wird als Blindleistung bezeichnet.
Wird ein Kondensator von periodischen nichtsinusförmigen Wechselströmen durchflossen, so können diese mittels der Fourieranalyse als eine Summe von sinusförmigen Wechselströmen dargestellt werden. Für diese lässt sich die Verknüpfung von Spannung und Strom am Kondensator auf jede einzelne Sinusschwingung getrennt anwenden, der resultierende nichtsinusförmige Spannungsverlauf am Kondensator ergibt sich dann als Summe der einzelnen sinusförmigen Spannungsverläufe.
Diese Zusammensetzung gilt nur, wenn die Kapazität des Kondensators nicht von der anliegenden Spannung abhängt. In diesem Fall ist der Kondensator ein lineares Bauelement und die damit aufgebauten Schaltungen mit den Methoden der komplexen Wechselstromrechnung zugänglich. Hängt die Kapazität des Kondensators von den Momentanwerten der anliegenden Spannung ab, d. h., die dielektrische Leitfähigkeit des zwischen den Platten befindlichen Dielektrikums ist von der elektrischen Feldstärke abhängig, liegt ein nichtlinearer Kondensator vor. In diesem allgemeinen Fall können die obige Beziehungen zwischen Strom und Spannung am Kondensator nicht angewendet werden.

#### Beispiel für die Kompensation einer Phasenverschiebung

Kapazitive Blindleistung unkompensiert

Blindleistung kompensiert

Die nebenstehende Parallelschaltung aus einem Widerstand und einem Kondensator ist am 230-V-Stromnetz angeschlossen, bei 50 Hz fließen die angegebenen Ströme. Durch den Widerstand fließt 2,3 A Wirkstrom, der bezahlt werden muss, auf den Blindstrom von 1,45 A darf der Elektrizitätszähler nicht reagieren und die Anschlussleitung muss für den Gesamtstrom von 2,72 A bemessen sein (der Strom durch den Kondensator ist um 90° phasenverschoben, daher ist der Gesamtstrom: {\displaystyle {\sqrt {2{,}3^{2}+1{,}45^{2}}}\,\mathrm {A} =2{,}72\,\mathrm {A} }). Einer Wirkleistung von 529 W steht eine Blindleistung von 334 var (W) gegenüber, die zwischen Generator und Kondensator pendelt und Leitungen und Trafos unnötig belastet.
Zur Kompensation dieser Blindleistung wird eine passend gewählte Induktivität von 0,5 H parallel zum Gerät geschaltet, deren Blindstrom ebenfalls 1,45 A beträgt. Die Blindströme von Kondensator und Spule kompensieren sich auf Grund ihrer entgegengesetzten Phasenlagen und die gesamte Stromaufnahme sinkt auf 2,3 A. Die gesamte Anordnung gleicht nun einem gedämpften Schwingkreis.

### Impedanz
Insbesondere Systeme mit mehreren Kondensatoren, Widerständen und Spulen sind mit dem oben genannten Formalismus umständlich zu beschreiben. Um nicht Phase und Betrag von Signalen getrennt berechnen zu müssen, werden in der komplexen Wechselstromrechnung die Amplituden sinus- und kosinusförmiger Spannungsverläufe in Imaginär- und Realanteil einer komplexen Amplitude der auf die komplexe Ebene erweiterten Kreisfunktion {\displaystyle e^{\mathrm {j} \omega t}} zusammengefasst, wobei {\displaystyle \mathrm {j} } die imaginäre Einheit und {\displaystyle \omega } die Kreisfrequenz bezeichnen. Kleine Buchstaben für Spannungen und Ströme kennzeichnen zeitlich veränderliche Größen; zeitlich konstante Größen werden mit Großbuchstaben gekennzeichnet; komplexe Größen werden unterstrichen:
{\displaystyle {\underline {u}}(t)=U_{0}e^{\mathrm {j} \omega t}\,,}
{\displaystyle {\underline {i}}(t)=C\,{\frac {\mathrm {d} {\underline {u}}(t)}{\mathrm {d} t}}=\mathrm {j} \omega CU_{0}e^{\mathrm {j} \omega t}\,.}
Der Realteil davon ergibt den Momentanwert der Größe.
Der Zusammenhang zwischen Strom und Spannung, die Impedanz {\displaystyle Z_{\mathrm {C} }=R_{C}+\mathrm {j} X_{\mathrm {C} }}, lässt sich daraus analog dem ohmschen Widerstand durch Quotientenbildung gewinnen:
{\displaystyle {\underline {Z}}_{\mathrm {C} }={\frac {{\underline {u}}(t)}{{\underline {i}}(t)}}={\frac {U_{0}e^{\mathrm {j} \omega t}}{\mathrm {j} \omega CU_{0}e^{\mathrm {j} \omega t}}}={\frac {1}{\mathrm {j} \omega C}}=-\mathrm {j} {\frac {1}{\omega C}}}
Als Beispiel wird der Betrag der Impedanz eines 5-nF-Kondensators bei 3 kHz berechnet:
{\displaystyle \left|Z_{\mathrm {C} }\right|={\frac {1}{2\pi \cdot 3000\,\mathrm {Hz} \cdot 5\cdot 10^{-9}\,\mathrm {F} }}=10{,}6\,\mathrm {k} \Omega }
Man sieht, dass für den (idealen) Kondensator der Wirkwiderstand {\displaystyle R_{\text{C}}} gleich 0 ist und der Blindwiderstand {\displaystyle X_{\text{C}}} automatisch das negative Vorzeichen bekommt.
Durch diese Betrachtungsweise werden Differentialgleichungen vermieden. Anstelle der Ableitung tritt eine Multiplikation mit {\displaystyle {\tfrac {1}{\mathrm {j} \omega }}=-{\tfrac {\mathrm {j} }{\omega }}} (mathematisch negativer Drehsinn).
Da reale Kondensatoren nicht nur eine Kapazität {\displaystyle C} sondern auch immer noch parasitäre Effekte aufweisen (Serienersatzwiderstand ESR, engl. Equivalent Series Resistance, Serienersatzinduktivität ESL, engl. Equivalent Series Inductance L), ändert sich die Phasenverschiebung zwischen Strom und Spannung. Sie ist nicht mehr 90°, sondern nimmt einen um den Verlustwinkel {\displaystyle \delta } kleineren Wert an. Mit einem Zeigerdiagramm kann auf anschauliche Weise nicht nur die Impedanz {\displaystyle {\underline {Z}}}, sondern auch noch der Phasenverschiebungswinkel {\displaystyle \varphi } und der ergänzende Verlustwinkel {\displaystyle \delta } dargestellt werden. Dabei ist zu beachten, dass dieses Diagramm jeweils nur für eine Frequenz gilt.

Ersatzschaltbild eines Kondensators bei höherer Frequenz (oben); Darstellung der zugehörigen Impedanz als Zeigerdiagramm in der komplexen Ebene (unten)

Sind die Serienersatzwerte eines Kondensators bekannt, dann kann die Impedanz auch über diese Werte berechnet werden. Sie ist dann die Summe der geometrischen (komplexen) Addition der Wirk- und der Blindwiderstände, also des Ersatzserienwiderstandes ESR und des induktiven Blindwiderstandes {\displaystyle X_{\text{L}}} abzüglich des kapazitiven Blindwiderstandes {\displaystyle X_{\text{C}}}. Die beiden Blindwiderstände weisen mit der Kreisfrequenz {\displaystyle \omega } folgende Beziehungen auf:
{\displaystyle X_{\mathrm {L} }=\omega L_{\mathrm {ESL} },\qquad X_{\mathrm {C} }=-{\frac {1}{\omega C}}}
Der Scheinwiderstand ist dementsprechend der Betrag der geometrischen (komplexen) Addition der Wirk- und der Blindwiderstände:
{\displaystyle Z={\sqrt {R_{\mathrm {ESR} }^{2}+(X_{\mathrm {L} }+X_{\mathrm {C} })^{2}}}}
(Zur verwendeten Vorzeichenkonvention siehe Anmerkung unter Blindwiderstand, zur Herleitung siehe unter Komplexe Wechselstromrechnung).
In den Datenblättern der Hersteller von Kondensatoren wird meist der Betrag der Impedanz, also der Scheinwiderstand {\displaystyle |{\underline {Z}}|}, angegeben.

### Verlustfaktor, Güte und Serienwiderstand
Reale Kondensatoren weisen parasitäre Verluste auf, die sich aus den Widerständen der Zuleitungen und den dielektrischen Verlusten ergeben. Sie bewirken, dass die Phasenverschiebung zwischen Strom und Spannung an den Klemmen eines realen Kondensators nicht mehr genau 90° beträgt, sondern um den sogenannten Verlustwinkel {\displaystyle \delta } reduziert ist. Dieser Winkel wird als Tangens ausgedrückt und heißt dann Verlustfaktor {\displaystyle \tan \delta } (engl.: dissipation factor, abgekürzt DF). Er ergibt sich aus dem Tangens des Phasenwinkels {\displaystyle \delta } zwischen der geometrischen Summe der Blindwiderstände {\displaystyle X_{\text{C}}} und {\displaystyle X_{\text{L}}} und dem Ersatzreihenwiderstand ESR.
Unter Vernachlässigung der Induktivität ESL sind der Verlustfaktors {\displaystyle \tan \delta }, der ESR und die Kapazität {\displaystyle C} eines Kondensators bei einer bestimmten Frequenz {\displaystyle f} mit folgender Formel miteinander verbunden:
{\displaystyle \tan \delta =\mathrm {ESR} \cdot \omega C\iff \mathrm {ESR} ={\frac {\tan \delta }{\omega C}}}
Für kleine Werte von {\displaystyle \delta } (ausgedrückt im Bogenmaß) gilt:
{\displaystyle \tan \delta \approx \delta }
Bei verlustarmen Klasse-1-Keramikkondensatoren wird anstelle des Verlustfaktors häufig sein Kehrwert, die Güte {\displaystyle Q} oder der Gütefaktor spezifiziert.
{\displaystyle Q={\frac {1}{\tan \delta }}={\frac {1}{\mathrm {ESR} \cdot \omega C}}}
Dieser Wert bezieht sich auf die Bandbreite {\displaystyle B} bei der Resonanzfrequenz {\displaystyle f_{0}} und berechnet sich nach der Gleichung:
{\displaystyle Q={\frac {f_{0}}{B}}\,},
wobei sich die Bandbreite (definiert als der Frequenzbereich, an dessen Grenzen sich der Spannungspegel um 3 dB gegenüber dem Mittelwert geändert hat) aus
{\displaystyle B={f_{2}}-{f_{1}}}
ergibt (mit {\displaystyle f_{2}} als oberer und {\displaystyle f_{1}} als unterer Grenzfrequenz).
Da der Verlauf der Impedanzkurve im Resonanzbereich umso steiler ist, je kleiner der ESR ist, kann auch mit der Spezifikation der Güte bzw. des Gütefaktors eine Aussage über die Verluste gemacht werden.
Die oben beschriebene Definition der Spezifikation der Verluste in einem Kondensator geht von dem allgemein üblichen und in der Fachgrundspezifikation DIN EN (IEC) 60384-1 spezifizierten Serien-Ersatzschaltbild aus, in dem die dielektrischen und die Leitungsverluste zum ESR bzw. Verlustfaktor zusammengefasst werden. Einige Fachbücher benutzen zur Erklärung des Verlustfaktors aber ein anderes Ersatzschaltbild, in dem die ohmschen Verluste durch einen Widerstand {\displaystyle R_{\text{p}}} modelliert werden, der (zusätzlich zum Isolationswiderstand) zu einem idealen Kondensator mit der Kapazität {\displaystyle C} parallelgeschaltet ist. (Wenn in diesen Beschreibungen dann die ohmschen Verluste mit den dielektrischen Verlusten gleichgesetzt werden, dann erfolgt das aus dem Wissen heraus, dass die Leitungsverluste in diesen Kondensatoren vernachlässigbar sind.) Die Verlustleistung {\displaystyle P_{\text{V}}} ergibt sich damit beim Betrieb des Kondensators an einer Wechselspannung mit dem Effektivwert {\displaystyle U} zu
{\displaystyle P_{\mathrm {V} }={\frac {U^{2}}{R_{\mathrm {p} }}}.}
Der Kehrwert dieses Widerstands ist der Leitwert {\displaystyle G} und wird auch als Ableitung bezeichnet. Der Tangens des Verlustwinkels {\displaystyle \delta } kann in der Form
{\displaystyle \tan \delta ={\frac {I_{\mathrm {R} }}{I_{\mathrm {C} }}}={\frac {G}{B_{\mathrm {C} }}}={\frac {1}{2\pi fCR_{\mathrm {p} }}}}
dargestellt werden.

### Spektralbereich
Eine Beschreibung im Bildbereich der Laplace-Transformation vermeidet die Beschränkung auf harmonische Schwingungen. Für die Impedanz im Bildbereich gilt dann
{\displaystyle Z_{\mathrm {C} }={\frac {1}{sC}}}
Dabei ist {\displaystyle s=\sigma +\mathrm {j} \omega } die „komplexe Frequenz“, {\displaystyle \sigma } charakterisiert die exponentielle Einhüllende, {\displaystyle \omega } wiederum die Kreisfrequenz.

### Parallelschaltung

Parallelschaltung von Kondensatoren

Veranschaulichung der Parallelschaltung von Kondensatoren

Kondensatoren sind in einer elektrischen Schaltung als Parallelschaltung miteinander verbunden, wenn dieselbe Spannung an allen Bauteilen anliegt. In diesem Fall addieren sich die Kapazitäten der einzelnen Bauteile zur Gesamtkapazität:
{\displaystyle C_{\text{ges}}=C_{1}+C_{2}+\dotsb +C_{n}}
Durch die Parallelschaltung erhöht sich sowohl die Gesamtkapazität als auch die Strombelastbarkeit der Schaltung. Der gesamte Stromfluss {\displaystyle I_{\text{ges}}} verteilt sich auf den {\displaystyle k}-ten Kondensator gemäß:
{\displaystyle I_{k}={\frac {C_{k}}{C_{\text{ges}}}}\cdot I_{\text{ges}}}
Neben einer Erhöhung der Kapazität und Strombelastbarkeit der Schaltung, reduzieren sich durch parallel geschaltete Kondensatoren auch deren unerwünschte parasitäre Eigenschaften wie Induktivität (ESL) und Ersatzserienwiderstand (ESR).

### Reihenschaltung

Reihenschaltung von Kondensatoren

Eine Reihenschaltung liegt vor, wenn durch zwei oder mehr Kondensatoren derselbe elektrische Strom fließt. Dann addiert sich der Kehrwert der Kapazität der einzelnen Bauteile zum Kehrwert der Gesamtkapazität:
{\displaystyle {\frac {1}{C_{\text{ges}}}}={\frac {1}{C_{1}}}+{\frac {1}{C_{2}}}+\dotsb +{\frac {1}{C_{n}}}}

Veranschaulichung der Reihenschaltung von Kondensatoren

Die Reihenschaltung wird beispielsweise angewendet, um eine hohe Spannung auf mehrere Kondensatoren mit geringerer Spannungsfestigkeit zu verteilen, wenn kein Einzelbauelement für diese Spannung verfügbar ist. Da die Isolationswiderstände bzw. bei Elektrolytkondensatoren die Restströme der einzelnen Kondensatoren stark unterschiedlich sein können, kann über unterschiedliche Isolationswiderstände bzw. Restströme eine Spannungsaufteilung entstehen, die nicht mit der kapazitiven Spannungsaufteilung übereinstimmt. Dadurch können unter Umständen einzelne Kondensatoren mit einer zu hohen Spannung beaufschlagt werden, was zu Kurzschlüssen führen könnte. Aus diesem Grunde werden in der Regel in Reihe geschaltete Kondensatoren symmetriert, das heißt, jedem Kondensator wird ein definierter hochohmiger Widerstand (jedoch deutlich geringer als {\displaystyle R_{\mathrm {Leak} }}) parallel geschaltet, damit eine definierte Spannungsaufteilung entsteht.

### I²t-Wert für Lade- und Entladevorgänge

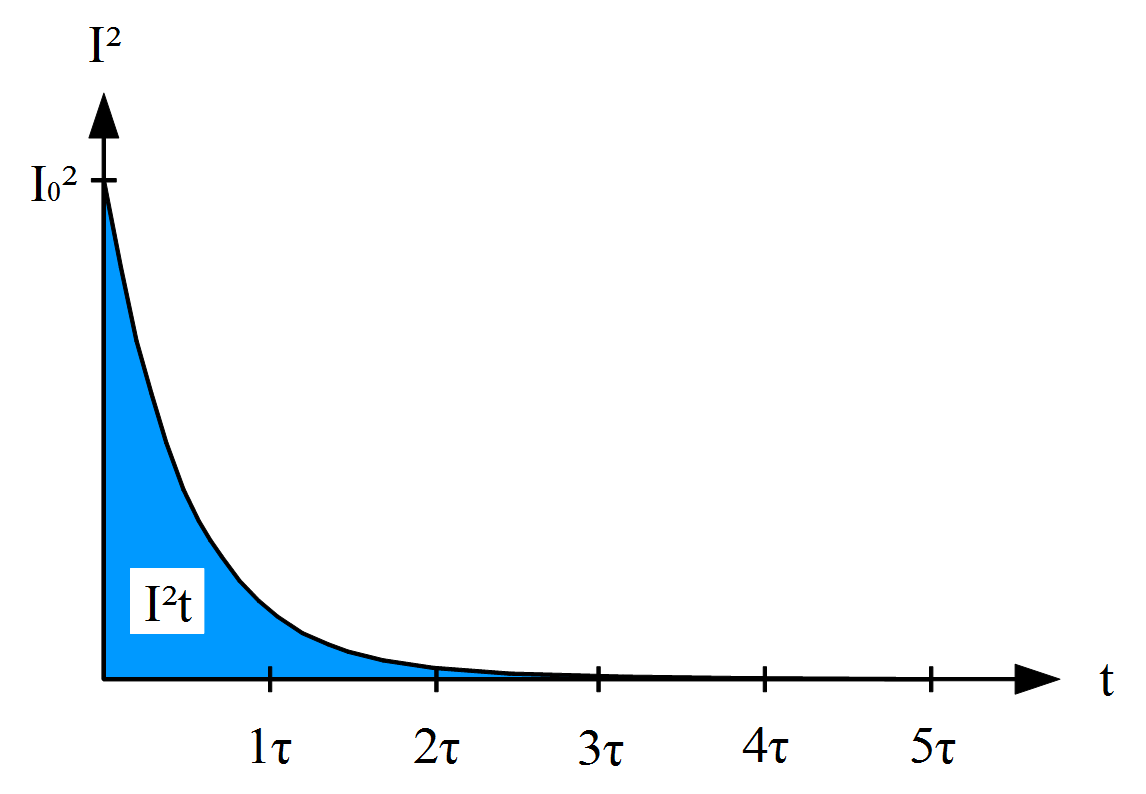
-Fläche einer Kondensatorentladekurve

Beim Auf- und Entladen von Kondensatoren ist der {\displaystyle I^{2}t}-Wert für die Dimensionierung bzgl. Kurzzeitbelastung von Halbleitern (Grenzlastintegral) und Schmelzsicherungen (Schmelzintegral) von Bedeutung.
Für die vom Lade- bzw. Entladestrom durchflossenen Bauelemente berechnet sich der von der Zeit anhängige {\displaystyle I^{2}t}-Wert wie folgt:
{\displaystyle [I^{2}t]_{\text{Wert}}(t)={\frac {{U_{0}}^{2}C}{2R}}\left(1-e^{\frac {-2t}{RC}}\right)}
oder
{\displaystyle [I^{2}t]_{\text{Wert}}(t)={\frac {{I_{0}}^{2}\tau }{2}}\left(1-e^{\frac {-2t}{\tau }}\right)}
mit {\displaystyle t} als Lade- bzw. Entladezeit, {\displaystyle U_{0}} als Anfangskondensatorspannung beim Entladen bzw. als Ladespannung beim Aufladen, {\displaystyle C} als Kondensatorkapazität, {\displaystyle R} als Lade- bzw. Entladewiderstand, {\displaystyle I_{0}={\tfrac {U_{0}}{R}}} als Anfangsstrom und {\displaystyle \tau =RC} als Zeitkonstante. Für das vollständige Auf- bzw. Entladen {\displaystyle (t\to \infty )} gilt:
{\displaystyle [I^{2}t]_{\text{Wert}}={\frac {{U_{0}}^{2}C}{2R}}}
oder
{\displaystyle [I^{2}t]_{\text{Wert}}={\frac {{I_{0}}^{2}\tau }{2}}}

## Material- und bauartbedingte Merkmale

### Kapazität und Spannungsfestigkeit
Die überwiegende Anzahl der industriell hergestellten Kondensatoren sind im weitesten Sinne als Plattenkondensatoren ausgeführt. Die Kapazität ergibt sich damit aus der Oberfläche der Elektroden, der Dielektrizitätszahl des verwendeten Dielektrikums und dem Kehrwert des Abstandes der Elektroden zueinander. Neben diesen drei Parametern, die bei realen Kondensatoren erheblich voneinander abweichen können, spielt die Verarbeitbarkeit der Materialien eine entscheidende Rolle. Dünne, mechanisch flexible Folien lassen sich gewickelt oder gestapelt leicht zu großen Bauformen mit hohen Kapazitätswerten verarbeiten. Hauchdünne metallisierte Keramikschichten zu SMD-Bauformen gesintert bieten dagegen beste Voraussetzungen für die Miniaturisierung von Schaltungen.
| Kondensatorfamilie              | Dielektrikum    | Dielektrizitätszahl bei 1 kHz | Maximale Durchschlagfestigkeit in V/µm | Minimale Dicke des Dielektrikums in µm |
| ------------------------------- | --------------- | ----------------------------- | -------------------------------------- | -------------------------------------- |
| Keramikkondensator, Klasse 1    | paraelektrisch  | 20…40                         | < 100(?)                               | 0,5                                    |
| Keramikkondensator, Klasse 2    | ferroelektrisch | 200…14000                     | < 25(?)                                | 0,5                                    |
| Kunststoff-Folienkondensator    | PET             | 3,3                           | 580                                    | 0,7                                    |
| Kunststoff-Folienkondensator    | PEN             | 3,0                           | 500                                    | 0,9                                    |
| Kunststoff-Folienkondensator    | PPS             | 3,0                           | 470                                    | 1,2                                    |
| Kunststoff-Folienkondensator    | PP              | 2,2                           | 650                                    | 1,9                                    |
| Aluminium-Elektrolytkondensator | Al2O3           | 8,4…9,6                       | 710                                    | 0,01                                   |
| Tantal-Elektrolytkondensator    | Ta2O5           | 24…28                         | 625                                    | 0,01                                   |

Kapazitäts- und Spannungsbereiche verschiedener Kondensator-Technologien

Reale Kondensatoren können nicht bis zu einer beliebigen Spannung aufgeladen werden. Überschreitet man die zulässige Spannung, die durch die Spannungsfestigkeit des jeweiligen Dielektrikums bestimmt wird, bis zur „Durchschlagsspannung“, so schlägt der Kondensator durch, das heißt, es fließt plötzlich ein erheblich größerer Strom über eine Funkenstrecke oder auf eine ähnliche Art ab. Meist führt das zur Zerstörung des Kondensators (zum Beispiel Kurzschluss oder gar einer Explosion), oft auch zu weitergehenden Zerstörungen an den Geräten. Die maximale Durchschlagsfestigkeit eines Kondensators ist abhängig von der inneren Konstruktion, der Temperatur, der elektrischen Belastung durch Lade- und Entladeströme, bei Wechselspannungsanwendungen auch von der Frequenz der anliegenden Spannung sowie von der Alterung.
Bei Keramikkondensatoren ist es nicht möglich, eine physikalisch begründete präzise Durchschlagsspannung einer keramischen Schicht für eine definierte Dicke festzulegen. Die Durchschlagsspannung kann in Abhängigkeit von der Zusammensetzung des Elektrodenmaterials und der Sinterbedingungen bis um den Faktor 10 variieren. Auch bei Kunststoff-Folienkondensatoren variiert die Spannungsfestigkeit der Folie abhängig von Einflussgrößen wie Schichtdicke der Elektroden und elektrischen Belastungen sehr stark.
Metallisierte Kunststoff-Folienkondensatoren besitzen die Fähigkeit zur Selbstheilung, ein Durchschlag führt dabei lediglich zur lokalen Verdampfung der dünnen Elektroden. Der Kondensator verliert jedoch einen bestimmten, geringen Teil seiner Kapazität, ohne dass seine Funktionsfähigkeit darunter leidet.
Elektrolytkondensatoren sind vom Aufbau her gepolte Bauelemente. Die Spannungsfestigkeit der Oxidschichten gilt nur bei richtig gepolt anliegender Spannung. Falschpolspannung zerstört den Elektrolytkondensator.

### Frequenzabhängigkeit
Die Frequenzabhängigkeit der Kapazität und des Verlustfaktors von Kondensatoren ergibt sich aus zwei Komponenten:
- aus dem frequenzabhängigen Verhalten des Dielektrikums von Kondensatoren. Das beeinflusst den Kapazitätswert, der mit steigender Frequenz abnimmt und die Verluste im Dielektrikum, die mit steigender Frequenz meist zunehmen. Für Details siehe Dielektrische Spektroskopie.
- eine bauartbedingte, parasitäre Induktivität (Anschlüsse, Aufbau), die im Ersatzschaltbild als eine in Reihe liegende Induktivität dargestellt wird. Sie wird ESL (von engl. equivalent series inductance L) genannt und führt zu einer charakteristischen Eigenresonanzfrequenz, bei der der Kondensator seine minimale Impedanz besitzt.

Ist bei einer Anwendung eine geringe Impedanz in einem weiten Frequenzbereich erforderlich, schaltet man Kondensatoren verschiedener Bauarten parallel. Bekannt ist das Parallelschalten eines Elektrolytkondensators mit einem Keramikkondensator oder auch das Parallelschalten von Keramikkondensatoren verschiedener Baugrößen.

### Temperaturabhängigkeit
Die Kapazität eines Kondensators ist temperaturabhängig, wobei die verschiedenen Dielektrika starke Unterschiede im Verhalten bewirken. Für Keramikkondensatoren gibt es paraelektrische Dielektrika mit positivem, negativem und nahe null betragendem Temperaturkoeffizienten. Auch einige Kunststoff-Folienkondensatoren weisen ähnliche Eigenschaften auf. Bei hohen Stabilitätsanforderungen an zum Beispiel Schwingkreisen können auf diese Weise Temperatureinflüsse anderer Bauteile ausgeglichen werden. Keramikkondensatoren aus ferroelektrischer Keramik sowie Elektrolytkondensatoren haben günstigerweise eine sehr hohe Permittivität, was zu einem hohen Kapazitätswert führt, haben jedoch auch einen hohen, meist nichtlinearen Temperaturkoeffizienten und eignen sich daher für Anwendungen ohne große Anforderungen an die Stabilität wie Siebung, Funkentstörung, Kopplung oder Entkopplung.
| Kondensatorfamilie, dielektrisches Material    | Bezeichnung | ΔC/C                   | Üblicher Temperaturbereich |
| ---------------------------------------------- | ----------- | ---------------------- | -------------------------- |
| Keramikkondensator Klasse 1, paraelektrisch    | NP0 / C0G   | ±0,3 % bzw. ± 30 ppm/K | −55…+125 °C                |
| Keramikkondensator Klasse 2, ferroelektrisch   | X7R         | ±15 %                  | −55…+125 °C                |
| Keramikkondensator Klasse 2, ferroelektrisch   | Y5V         | +22 % / −82 %          | −30…+85 °C                 |
| Folienkondensator, Polyphenylensulfid (PPS)    | (F)KI, MKI  | ±1,5 %                 | −40…+150 °C                |
| Folienkondensator, Polypropylen (PP)           | (F)KP, MKP  | ±2,5 %                 | −40…+105 °C                |
| Folienkondensator, Polyethylennaphthalat (PEN) | (F)KN, MKN  | ±5 %                   | −40…+150 °C                |
| Folienkondensator, Polyester (PET)             | (F)KT, MKT  | +5 %                   | −40…+125/150 °C            |
| metallisiertes Papier (ölgetränkt)             | MP          | ±10 %                  | −25…+85 °C                 |
| Aluminium-Elektrolytkondensator, Al2O3         |             | ±20 %                  | −40…+85/105/125 °C         |
| Tantal-Elektrolytkondensator, Ta2O5            |             | ±20 %                  | −40…+125 °C                |

### Spannungsabhängigkeit
Ferroelektrische Klasse-2-Keramikkondensatoren zeigen einen spannungsabhängigen, nichtlinearen Verlauf der Kapazität. Daraus resultiert zum Beispiel bei Anwendungen im Audiobereich ein Klirrfaktor. Dort werden bei hohen Qualitätsanforderungen deshalb oft Folienkondensatoren eingesetzt.
Formal lässt sich ein nichtlinearer Kondensator durch eine von der Momentanspannung {\displaystyle u} abhängige Dielektrizitätszahl {\displaystyle \varepsilon _{r}(u)} beschreiben. Diese relative Dielektrizitätszahl ist also nicht konstant, sondern ist als Funktion der am Kondensator anliegenden Spannung {\displaystyle u} zu betrachten. Beispielsweise ist bei einem nichtlinearen Kondensator die spannungsabhängige Kapazität gegeben als:
{\displaystyle C(u)=\varepsilon _{r}(u)\cdot \varepsilon _{0}\cdot {\frac {A}{d}}}
Die Funktion {\displaystyle \varepsilon _{r}(u)} ist werkstoffabhängig.
Klasse-2-Keramikkondensatoren weisen, abhängig von der Art der Keramik, bei Nennspannung einen Abfall der Kapazität von bis zu 90 % gegenüber der genormten Messspannung von 0,5 oder 1 V auf.

### Alterung
Die elektrischen Eigenschaften einiger Kondensatorfamilien sind Alterungsprozessen unterworfen, sie sind zeitabhängig.
Keramische Klasse-2-Kondensatoren mit Dielektrika aus ferroelektrischen Materialien zeigen eine ferroelektrische Curietemperatur. Oberhalb von etwa 120 °C, der Curietemperatur von Bariumtitanat, ist die Keramik nicht mehr ferroelektrisch. Da diese Temperatur beim Löten von SMD-Kondensatoren deutlich überschritten wird, werden die dielektrischen Gebiete parallel ausgerichteter dielektrischer Dipole erst beim Abkühlen des Materials neu gebildet. Diese Bereiche zerfallen aufgrund mangelnder Stabilität der Domänen jedoch im Laufe der Zeit, die Dielektrizitätszahl verringert sich und damit sinkt die Kapazität des Kondensators, der Kondensator altert. Die Alterung folgt einem logarithmischen Gesetz. Dieses definiert die Alterungskonstante als Kapazitätsabnahme in Prozent während einer Zeitdekade, zum Beispiel in der Zeit von 1 h auf 10 h.
Aluminium-Elektrolytkondensatoren mit flüssigem Elektrolyten altern infolge der langsamen, temperaturabhängigen Austrocknung des Elektrolyten im Laufe der Zeit. Dabei verändert sich zunächst die Leitfähigkeit des Elektrolyten, die ohmschen Verluste (ESR) des Kondensators steigen an. Später sinkt dann auch der Benetzungsgrad der porigen Anodenstrukturen, wodurch die Kapazität absinkt. Sofern keine anderen chemischen Prozesse im Kondensator auftreten, kann die Alterung von „Elkos“ mit dem sog. „10-Grad-Gesetz“ beschrieben werden. Die Lebensdauer dieser Kondensatoren halbiert sich, wenn die auf den Kondensator einwirkende Temperatur um 10 °C ansteigt.
Auch Doppelschichtkondensatoren sind einer Alterung durch Verdunstung des Elektrolyten unterworfen. Die damit verbundene Erhöhung des ESR begrenzt die mögliche Anzahl von Ladezyklen des Kondensators.

### Scheinwiderstand und Resonanz

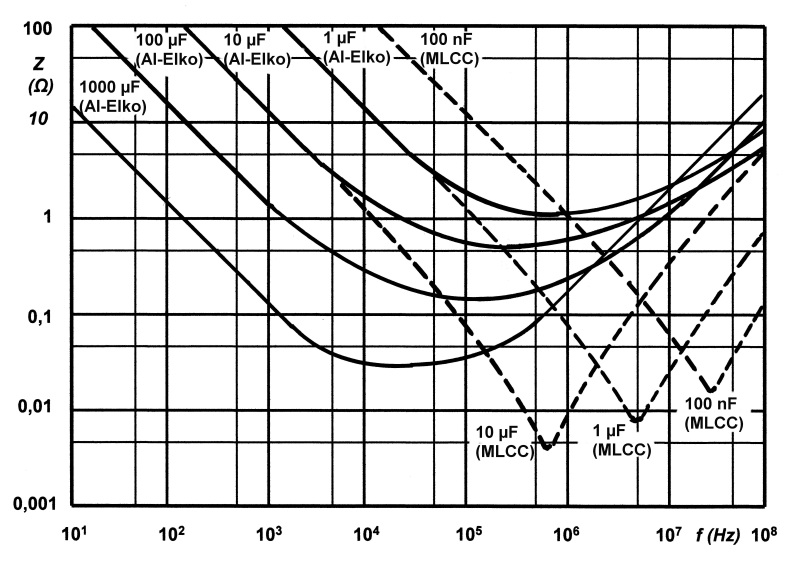
Typische Impedanzverläufe des Scheinwiderstandes verschiedener Kondensatoren mit unterschiedlicher Kapazität. Je kleiner die Kapazität ist, desto höher wird die Frequenz, die der Kondensator ableiten (filtern, sieben) kann.

Die Anwendungsbereiche von Kondensatoren nutzen überwiegend die Eigenschaft als kapazitiver Wechselstromwiderstand zum Filtern, Sieben, Koppeln und Entkoppeln von erwünschten oder unerwünschten Frequenzen oder zum Erzeugen von Frequenzen in Schwingkreisen. Aus diesem Grunde ist das Frequenzverhalten der Impedanz ein mitentscheidender Faktor für den Einsatz in einer Schaltungsfunktion.
Der Betrag der Impedanz, der Scheinwiderstand {\displaystyle |{\underline {Z}}|}, wird in Datenblättern von Kondensatoren häufig als Kurve über der Frequenz {\displaystyle f} dargestellt. Dabei sinkt mit steigender Frequenz zunächst der Scheinwiderstand ab bis zu einem Minimum in der Kurve, ab dem er wieder ansteigt. Dieser Verlauf ist das Resultat der Konstruktion realer Kondensatoren, die nicht nur eine Kapazität {\displaystyle C}, sondern immer auch noch eine in Serie dazu liegende parasitäre Induktivität {\displaystyle L} (ESL) aufweisen (Siehe Absatz „Normung und Ersatzschaltbild“). Kapazität {\displaystyle C} und Induktivität ESL bilden einen Serienschwingkreis, der bei der Frequenz
{\displaystyle f_{0}={\frac {1}{2\pi {\sqrt {LC}}}}}
in Resonanz gerät. An diesem Punkt hat der Scheinwiderstand nur noch einen Realanteil, den ESR des Kondensators. Bei höheren Frequenzen überwiegt der induktive Anteil; der Kondensator ist somit als solcher unwirksam, da er nun wie eine Spule wirkt.
Herkömmliche Aluminium-Elektrolytkondensatoren haben aufgrund ihrer großen Kapazität relativ gute Siebeigenschaften im Bereich niedriger Frequenzen bis etwa 1 MHz. Sie weisen aber aufgrund ihres gewickelten Aufbaus eine relativ hohe Induktivität auf, so dass sie für den Einsatz bei höheren Frequenzen ungeeignet sind. Keramik- und Folienkondensatoren sind schon von ihren kleineren Kapazitäten her für höhere Frequenzen bis zu einigen 100 MHz geeignet. Sie haben außerdem durch ihre Konstruktion (Stirnkontaktierung der Folien, Parallelschaltung der Elektroden) deutlich niedrigere parasitäre Induktivitätswerte. Um einen sehr breiten Frequenzbereich abdecken zu können, wird häufig ein Elektrolytkondensator mit einem Keramik- oder Folienkondensator parallelgeschaltet.
Viele Neuentwicklungen bei Kondensatoren haben unter anderem eine Verringerung der parasitären Induktivität ESL zum Ziel, um durch Erhöhung der Resonanzfrequenz zum Beispiel die Schaltgeschwindigkeit digitaler Schaltungen erhöhen zu können. Durch die Miniaturisierung speziell bei den SMD-Keramikvielschicht-Chipkondensatoren (MLCC) wurde hier schon viel erreicht. Eine weitere Verringerung der parasitären Induktivität ist durch Kontaktierung der Elektroden an der Längsseite anstatt der Querseite erreicht worden. Die Face-down-Konstruktion, verbunden mit der Multi-Anodentechnik, hat bei Tantal-Elektrolytkondensatoren ebenfalls zu einer Verringerung der ESL geführt. Aber auch neue Kondensatorfamilien, wie MOS- oder Silizium-Kondensatoren, bieten Lösungen an, wenn Kondensatoren für sehr hohe Frequenzen bis in den GHz-Bereich benötigt werden.

### Ohmsche Verluste
Ohmsche Verluste in diskreten, handelsüblichen Kondensatoren für die Elektronik entstehen durch dielektrische Umpolarisierungsverluste im Wechselfeld und durch den ohmschen Widerstand der Zuleitungen und der Elektroden des Kondensators. Bei Aluminium-Elektrolytkondensatoren trägt besonders die begrenzte Leitfähigkeit flüssiger Elektrolyte zu diesen Verlusten bei. Die verschiedenen Verlustwiderstände werden, da sie bei industriell gefertigten Kondensatoren messtechnisch nicht voneinander getrennt gemessen werden können, zu einem gemeinsamen Wert zusammengefasst. Sie können in den jeweiligen Datenblättern als Verlustfaktor {\displaystyle \tan \delta }, als Güte {\displaystyle Q} und als Ersatzreihenwiderstand ESR dargestellt werden. Der Zahlenwert des Verlustfaktors und der Güte ist, bei gleicher Messfrequenz, innerhalb eines spezifizierten Bereiches unabhängig von dem Kapazitätswert des Kondensators. Der ESR dagegen ist unabhängig von den Blindwiderständen und ist eine Größe, die jeden Kondensator einzeln kennzeichnet. Über ihn kann mit Hilfe der Gleichung
{\displaystyle P=I^{2}\cdot \mathrm {ESR} }
leicht die im Kondensator entstehende Verlustwärme {\displaystyle P} bei Strombelastung mit dem Strom {\displaystyle I} errechnet werden.
Bei Leistungskondensatoren wie Vakuumkondensatoren, großen Keramik- und Polypropylen-Folienkondensatoren werden die ohmschen Verluste anders definiert. Anstatt Verlustfaktor, Güte oder ESR wird hier oft die maximale Strom- oder Impulsbelastung spezifiziert. Diese Angabe ist letztendlich ein Ausdruck der ohmschen Verluste des Kondensators und ermittelt sich aus der zulässigen Verlustwärme, die über die ohmschen Verluste bei der Strombelastung entsteht.
Die ohmschen Verluste von Kondensatoren hängen von der Bauart ab, sind also spezifisch für eine bestimmte Fertigungstechnik. Innerhalb einer Bauart sinken die ohmschen Verluste mit steigender Kapazität. Das scheint zunächst paradox, weil mit steigender Kapazität die dielektrischen Verluste größer werden müssten. Dass das nicht der Fall ist, liegt am technischen Aufbau der Kondensatoren. Anschaulich wird es am Beispiel der Keramik-Vielschichtkondensatoren. Die vielen Einzelkondensatoren im Schichtverbund sind parallel geschaltet, so dass auch ihre einzelnen Verlustwiderstände parallel geschaltet sind. Dadurch reduziert sich der Gesamtwiderstand entsprechend der Anzahl parallel geschalteter Einzelkondensatoren. Bei Folienkondensatoren bewirkt die Stirnflächenkontaktierung des Wickels ähnliches. Die Art der Kontaktierung kann als eine Vielzahl parallel geschalteter Einzelkondensatoren beschrieben werden. Bei Elektrolytkondensatoren, bei denen die Zuleitungsverluste über den Elektrolyten die ohmschen Verluste maßgeblich bestimmen, kann bei größer werdenden Elektrodenflächen die steigende Anzahl der Zuleitungspfade als Parallelschaltung vieler Einzelwiderstände verstanden werden, wodurch sich die gesamten ohmschen Verluste verringern. Bei sehr großen Aluminium-Elektrolytkondensatoren reduziert außerdem häufig eine Mehrfachkontaktierung der Anoden- und Kathodenfolien die ohmschen Verluste. Aus demselben Grund werden Tantal-Elektrolytkondensatoren in einigen Ausführungsformen mit Mehrfach-Anoden gefertigt.
Die ohmschen Verluste sind Wechselstromverluste, Gleichstromverluste (Isolationswiderstand, Reststrom) sind bei Kondensatoren meist vernachlässigbar. Die Wechselstrom-Frequenz zum Messen der Verluste muss eindeutig festgelegt sein. Da aber handelsübliche Kondensatoren mit Kapazitätswerten von pF (Pikofarad, 10−12 F) bis einigen 1000 F bei Superkondensatoren mit 15 Zehnerpotenzen einen außerordentlich großen Kapazitätsbereich abdecken, ist es nicht möglich, mit nur einer Messfrequenz den gesamten Bereich zu erfassen. Nach der Fachgrundspezifikation für Kondensatoren, der DIN EN (IEC) 60384-1, sollen die ohmschen Verluste mit derselben Frequenz gemessen werden, die zur Messung der Kapazität verwendet wird, mit:
- 100 (120) Hz für Elektrolytkondensatoren und andere Kondensatoren mit C > 10 µF
- 1 kHz (Bezugsfrequenz) oder 10 kHz für andere Kondensatoren mit 1 nF ≤ C ≤ 10 µF
- 100 kHz, 1 MHz (Bezugsfrequenz) oder 10 MHz für andere Kondensatoren mit C ≤ 1 nF

Die ohmschen Verluste von Kondensatoren sind frequenz-, temperatur- und zum Teil zeitabhängig (Alterung). Eine Umrechnung der Einheit tan δ in ESR und umgekehrt ist möglich, erfordert aber einige Erfahrung. Sie kann nur erfolgen, wenn die Messfrequenz hinreichend weit entfernt von der Resonanzfrequenz ist. Denn bei der Resonanz ändert sich der Kondensator von einem kapazitiven in ein induktives Bauelement, dabei ändert sich der Verlustwinkel dramatisch und ist deshalb zur Umrechnung nicht mehr geeignet.

#### Ohmsche Verluste unterschiedlicher Klasse-1-Kondensatorarten
Die Güte und der Verlustfaktor sind charakteristische Größen der ohmschen Verluste im Dielektrikum bestimmter Kondensatoren, bei denen die Leitungsverluste vernachlässigbar sind. Diese Kondensatoren, bei den Keramikkondensatoren „Klasse-1“ genannt, werden überwiegend in frequenzbestimmenden Schaltungen oder in Hochleistungsanwendungen als Leistungskondensatoren eingesetzt. Als Messfrequenz für den in der Elektronik üblichen Kapazitätsbereich von 30 pF bis 1 nF wird von großen Herstellern meist 1 MHz genommen. Mit dieser hohen Frequenz wird Bezug auf die Anwendung solcher Kondensatoren genommen, die überwiegend im höheren Frequenzbereich liegt. Die betroffenen kleinen Kapazitätswerte mit den dazu vorhandenen niedrigen ESL-Werten stellen außerdem sicher, dass der Messwert noch weit genug von der Resonanzfrequenz entfernt ist.
Die folgende Tabelle, in der die ESR-Werte rechnerisch ermittelt wurden, gibt einen Überblick über die ohmschen Verluste (Maximalwerte) unterschiedlicher Kondensatorarten (ohne Leistungskondensatoren) bei 1 MHz in für Frequenz bestimmende Anwendungen in der Elektronik:
| Kondensatorart                    | Kapazität in pF | ESR bei 100 kHz in mΩ | ESR bei 1 MHz in mΩ | tan δ bei 1 MHz in 10−4 | Güte Q |
| --------------------------------- | --------------- | --------------------- | ------------------- | ----------------------- | ------ |
| Siliziumkondensator               | 560             | 400                   | —                   | 2,5                     | 4000   |
| Glimmerkondensator                | 1000            | 650                   | 65                  | 4                       | 2500   |
| Klasse-1-Keramikkondensator (NP0) | 1000            | 1600                  | 160                 | 10                      | 1000   |

#### Ohmsche Verluste unterschiedlicher Kondensatorarten im mittleren Kapazitätsbereich
Der Kapazitätsbereich von 1 nF bis 10 µF wird überwiegend von Klasse-1- und Klasse-2-Keramikkondensatoren und von Kunststoff-Folienkondensatoren abgedeckt. Elektrolytkondensatoren werden in diesem Kapazitätsbereich weniger häufig eingesetzt. Dieser Kapazitätsbereich ist durch eine Vielzahl unterschiedlicher Anwendungen mit stark unterschiedlichen Anforderungen gekennzeichnet. Die ohmschen Verluste dieser Kondensatoren werden in den Datenblättern der Hersteller überwiegend über den Verlustfaktor spezifiziert. Allerdings sind in diesem Bereich auch Wechselspannungs- und Impulskondensatoren angesiedelt, die sich über eine Strombelastung spezifizieren.
In der folgenden Tabelle sind als allgemeines Beispiel die Verlustfaktoren (Maximalwerte) bei 1 kHz, 10 kHz und 100 kHz sowie die daraus abgeleiteten ESR-Werte für einen 100-nF-Kapazitätswert gelistet.
| Kondensatorart                                | ESR bei 1 kHz in mΩ | ESR bei 10 kHz in mΩ | ESR bei 100 kHz in mΩ | tan δ bei 1 kHz in 10−3 | tan δ bei 10 kHz in 10−3 | tan δ bei 100 kHz in 10−3 |
| --------------------------------------------- | ------------------- | -------------------- | --------------------- | ----------------------- | ------------------------ | ------------------------- |
| Klasse-1-Keramikkondensator (NP0, N750)       | 1600                | 160                  | 16                    | 1                       | 1                        | 1                         |
| Klasse-2-Keramikkondensator (X7R, Y5V)        | 4000                | 400                  | 40                    | 2,5                     | 2,5                      | 2,5                       |
| PP-Folienkondensator (Polypropylen)           | 6400                | 800                  | 160                   | 4                       | 5                        | 10                        |
| PET-Folienkondensator (Polyester)             | 12700               | 2400                 | 480                   | 8                       | 15                       | 30                        |
| PEN-Folienkondensator (Polyethylennaphthalat) | 12700               | 2400                 | 480                   | 8                       | 15                       | 30                        |
| PPS-Folienkondensator (Polyphenylensulfid)    | 24000               | 3200                 | 800                   | 15                      | 20                       | 50                        |

#### Ohmsche Verluste unterschiedlicher Kondensatorarten im höheren Kapazitätsbereich
Kondensatoren mit Kapazitätswerten größer 10 µF werden überwiegend in Anwendungen im Bereich der Stromversorgungen, der Sieb- und der Stützschaltungen eingesetzt. Es ist der typische Kapazitätsbereich, in dem Elektrolytkondensatoren und hochkapazitive Keramik-Vielschichtkondensatoren eingesetzt werden. Nach der Fachgrundspezifikation für Kondensatoren, der DIN EN (IEC) 60384-1, sollen die ohmschen Verluste solcher Kondensatoren mit 100 Hz (bzw. 120 Hz) gemessen werden. Da in der Elektronik die Arbeitsfrequenzen in den letzten Jahrzehnten aber deutlich gestiegen sind und im Bereich der Schaltnetzteile mit viel höheren Frequenzen gearbeitet wird, finden sich in den Datenblättern, speziell denen von Elektrolytkondensatoren, auch häufig die 100-kHz-ESR-Werte.
Die folgende Tabelle gibt einen Überblick über die ohmschen Verluste (Maximalwerte) verschiedener Kondensatorarten für Sieb- oder Stützanwendungen im Niedervoltbereich. Zur Vergleichbarkeit der Kondensatorarten miteinander ist jeweils die Kapazität von etwa 100 µF und eine Spannungsfestigkeit von 10 bis 16 V gewählt worden. Da für diesen Anwendungsbereich in der Elektronik das Bauvolumen eine große Rolle spielt, sind in der Tabelle die Abmessungen mit aufgeführt worden. Die Zeile mit der Kapazität 2200 µF ist als Beispiel dafür aufgeführt, dass mit größerer Kapazität und Baugröße bei der preiswertesten Kondensatorart, den „Elkos“, niedrige ESR-Werte zu erreichen sind. Im Übrigen ist der höhere ESR bei den „Elkos“ mitunter schaltungstechnisch sogar erwünscht, weil die Dämpfung über diese Verluste unerwünschte Resonanzen auf Leiterplatten verhindern kann.
| Kondensatorart                                             | Kap./Spg in µF/V | L×B×H in mm³ bzw. D×L in mm² | ESR bei 100 Hz in mΩ | tan δ bei 100 Hz in % | ESR bei 100 kHz in mΩ |
| ---------------------------------------------------------- | ---------------- | ---------------------------- | -------------------- | --------------------- | --------------------- |
| Klasse-2-Keramikkondensator (X5R)                          | 100/6,3          | 3,2×1,6×1,6                  | 2400                 | 15                    | typ. 2                |
| Klasse-2-Keramikkondensator (YV5)                          | 100/6,3          | 3,2×1,6×1,6                  | 3180                 | 20                    | —                     |
| Tantal-Elektrolytkondensator mit Polymer-Elektrolyten      | 100/10           | 7,3×4,3×2,8                  | 1600                 | 10                    | 18                    |
| Tantal-Elektrolytkondensator mit Braunstein-Elektrolyten   | 100/10           | 7,3×4,3×2,8                  | 1275                 | 8                     | 150                   |
| Aluminium-Elektrolytkondensator mit Polymer-Elektrolyten   | 100/10           | 7,3×4,3×1,6                  | 960                  | 6                     | 15                    |
| Aluminium-Elektrolytkondensator mit flüssigem Elektrolyten | 150/10           | 6,3×5,8                      | 2020                 | 19                    | 260                   |
| Aluminium-Elektrolytkondensator mit flüssigem Elektrolyten | 2200/10          | 12,5×20                      | 130                  | 18                    | 90                    |

### Wechselstrombelastbarkeit

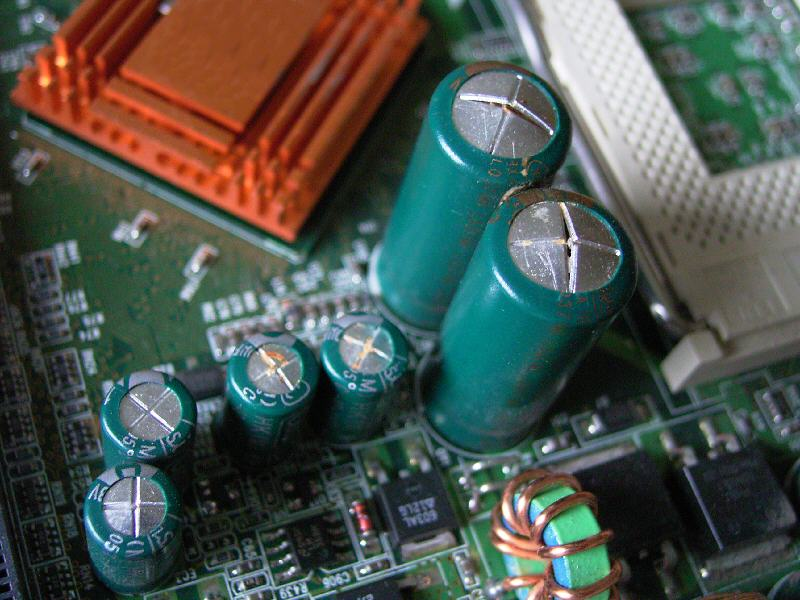
Geplatzte Elektrolytkondensatoren, die an dem geöffneten Sollbruchventil erkennbar sind. Verursacht vermutlich durch überhöhte Wechselstrombelastung über die Kondensatoren im Schaltregler eines PC-Mainboards.

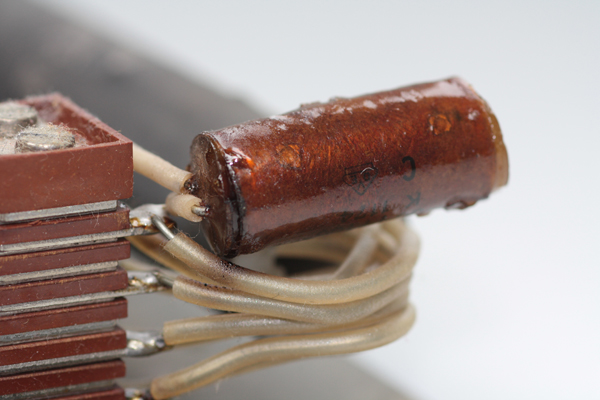
Dieser defekte Kondensator in einem Nähmaschinenpedal entwickelte nicht nur starke Wärme, sondern sorgte auch für selbstständiges Anlaufen des Maschinenmotors

Eine Wechselspannung oder eine einer Gleichspannung überlagerte Wechselspannung bewirkt Lade- und Entladevorgänge in einem Kondensator. Es fließt ein Wechselstrom, der umgangssprachlich Rippelstrom genannt wird. Der Effektivwert dieses Wechselstromes bewirkt über die ohmschen Verluste des Kondensators (ESR, Verlustfaktor) eine Verlustleistung PV, die das Bauelement von innen heraus erwärmt.
{\displaystyle P_{\mathrm {V} }=I^{2}\cdot \,\mathrm {ESR} }
oder
{\displaystyle P_{\mathrm {V} }=U^{2}\cdot \tan \delta \cdot 2\pi f\cdot C}
Die entstandene Wärme wird über Konvektion und Wärmeleitung an die Umwelt abgegeben. Die Menge der Wärme, die an die Umwelt abgegeben werden kann, hängt von den Maßen des Kondensators und den Bedingungen auf der Leiterplatte und der Umgebung ab.
Die zulässige Wechselstrombelastung von Elektrolytkondensatoren und Kunststoff-Folienkondensatoren wird allgemein so berechnet, dass maximal eine zulässige interne Temperaturerhöhung von 3 bis 10 K entsteht. Bei Keramikkondensatoren kann die Wechselstrombelastung so spezifiziert werden, dass bei einer gegebenen Umgebungstemperatur durch die im Kondensator entstehende Wärme die spezifizierte Maximaltemperatur nicht überschritten wird.
In den Datenblättern von Folienkondensatoren und Keramikkondensatoren wird anstelle eines Wechselstromes oft eine maximal zulässige effektive Wechselspannung spezifiziert, die innerhalb des Nenntemperaturbereiches am Kondensator dauernd anliegen darf. Da mit steigender Frequenz die ohmschen Verluste im Kondensator ansteigen, die interne Wärmeentwicklung bei gleichbleibender Effektivspannung also größer wird, muss bei höheren Frequenzen die Spannung reduziert werden, um die zulässige Temperaturerhöhung einzuhalten.
Besonders bei Elektrolytkondensatoren ist eine hohe Wechselstrombelastung kritisch. Da sich der Kondensator erwärmt, wird die zu erwartende Lebensdauer reduziert. Wird durch überhöhte Wechselstrombelastung die maximal zulässige Temperatur überschritten, kann der flüssige Elektrolyt unter Umständen in den Siedebereich kommen und den Kondensator so zum Platzen bringen.

### Isolationswiderstand und Selbstentladung
Ein auf eine Gleichspannung {\displaystyle U_{0}} aufgeladener realer Kondensator entlädt sich mit der Zeit von selbst. Dieser Effekt kann durch einen endlichen Isolationswiderstand {\displaystyle R_{\text{Isol}}} des Dielektrikums beschrieben werden, der zu einem idealen Kondensator mit der Kapazität C parallel geschaltet ist. Der fließende Strom wird als Leckstrom bezeichnet; er wird bei Baureihen häufig als Funktion der Kapazität spezifiziert. Der zeitliche Verlauf der absinkenden Kondensatorspannung hat die Form
{\displaystyle u(t)=U_{0}\cdot \mathrm {e} ^{-t/\tau _{\mathrm {s} }},}
wobei
{\displaystyle \tau _{\mathrm {s} }=R_{\mathrm {is} }\cdot C}
die Selbstentladezeitkonstante ist. Nach der Zeit {\displaystyle \tau _{\mathrm {s} }} ist die Kondensatorspannung {\displaystyle U_{0}} auf 37 % des Anfangswertes abgesunken. Die Selbstentladezeitkonstante ist ein Maß für die Isolation des Dielektrikums zwischen den Elektroden eines Kondensators. Diese Zeitkonstante ist beispielsweise wichtig, wenn ein Kondensator als zeitbestimmendes Glied (zum Beispiel in Zeitrelais) oder zur Speicherung eines Spannungswertes wie in einer Abtast-Halte-Schaltung oder Integrierern eingesetzt wird.
Keramikkondensatoren der Klasse 1 müssen gemäß geltender Normen einen Isolationswiderstand von mindestens 10 GΩ, die der Klasse 2 mindestens 4 GΩ oder eine Selbstentladezeitkonstante von mindestens 100 s besitzen. Der typische Wert liegt meist darüber. Kunststoff-Folienkondensatoren haben typischerweise einen Isolationswiderstand zwischen 6 und 12 GΩ. Das entspricht für Kondensatoren im µF-Bereich einer Selbstentladezeitkonstante von 2000 bis 4000 s.
Bei Elektrolytkondensatoren wird der Isolationswiderstand des Oxidschichtdielektrikums über den Reststrom des Kondensators definiert.
Der Isolationswiderstand bzw. die Selbstentladezeitkonstante ist teilweise stark temperaturabhängig und sinkt mit steigender Temperatur. Der Isolationswiderstand bzw. die Selbstentladezeitkonstante darf nicht verwechselt werden mit der Isolierung des Bauelementes gegenüber der Umgebung.

### Reststrom, Leckstrom
Bei Elektrolytkondensatoren wird nicht der Isolationswiderstand definiert, sondern der Reststrom, auch „Leckstrom“, (engl. Leakage Current), genannt.
Der Reststrom eines Elektrolytkondensators ist der Gleichstrom, der durch den Kondensator fließt, wenn eine Gleichspannung angelegt wird. Er entsteht aus einer Schwächung der Oxidschicht durch chemische Prozesse während Lagerzeiten und durch Strombrücken außerhalb der Kondensatorzelle. Der Reststrom ist kapazitäts-, spannungs-, zeit- und temperaturabhängig. Er ist außerdem noch abhängig von der Vorgeschichte, zum Beispiel von der Temperaturbelastung durch einen Lötprozess.
Bedingt durch Selbstheilungseffekte in Elektrolytkondensatoren wird der Reststrom normalerweise immer geringer, je länger der Kondensator an Spannung liegt. Obwohl der Reststrom von Elektrolytkondensatoren deutlich höher ist als derjenige von Folien- oder Keramikkondensatoren, kann die Selbstentladung geladener moderner Elektrolytkondensatoren mehrere Wochen dauern.

### Dielektrische Absorption
Unter dielektrischer Absorption oder dielektrischer Relaxation versteht man eine unerwünschte Ladungsspeicherung im Dielektrikum. Das hat zur Folge, dass ein Kondensator, der längere Zeit aufgeladen war und dann entladen wird, sich langsam wieder auflädt, nachdem der Entladewiderstand bzw. Kurzschluss beseitigt ist. Weil dabei nach einigen Minuten gut messbare Spannungen entstehen, heißt dies auch Nachladeeffekt. Er muss bei hochwertigen Kondensatoren berücksichtigt werden, wenn diese beispielsweise als Kapazitätsnormale eingesetzt werden sollen.
Der Effekt hat seine Ursache in den nicht idealen Eigenschaften des Dielektrikums. Unter Einwirkung eines äußeren elektrischen Feldes werden bei manchen Materialien durch atomare Umstrukturierung elektrische Elementardipole in Richtung des herrschenden Feldes ausgerichtet. Diese Ausrichtung läuft mit einer wesentlich langsameren Zeitkonstante ab, als der Raumladungsprozess des Kondensators und verbraucht zugeführte Energie. Diese Polarisationen bilden sich nach Abbruch der Feldeinwirkungen (Abschaltung der Betriebsspannung und komplette Entladung des Kondensators) im Dielektrikum nicht sofort zurück, so dass eine „Restspannung“ an den Kondensatorbelägen jeweils in der Polarität der vorher angelegt gewesenen Spannung nachweisbar bleibt. Dieser Effekt kann mit der magnetischen Remanenz (Restmagnetismus) verglichen werden.
In der Praxis hat diese oft minimale elektrische Spannung selten Auswirkungen auf die elektrische Schaltung. Ausnahmen sind beispielsweise Sample-and-Hold-Schaltungen oder Integrierer.
Die Größe der Absorption wird im Verhältnis zur ursprünglich angelegten Spannung angegeben und hängt von dem verwendeten Dielektrikum ab.
| Kondensatortyp                                           | Dielektrische Absorption |
| -------------------------------------------------------- | ------------------------ |
| Luft- und Vakuumkondensatoren, Teflon                    | nicht messbar            |
| Kunststoff-Folienkondensatoren, Polypropylendielektrikum | 0,01 bis 0,05 %          |
| Kunststoff-Folienkondensatoren, Polyesterdielektrikum    | 0,2 bis 0,25 %           |
| Keramikkondensatoren, X7R                                | 0,6 bis 1 %              |
| Keramikkondensatoren, Z5U                                | 2,0 bis 2,5 %            |
| Aluminium-Elektrolytkondensatoren                        | etwa 10 bis 15 %         |

Die entstehende Spannung kann eine Gefährdung darstellen: Es können dadurch Schäden an Halbleitern oder Funkenbildung beim Kurzschließen von Anschlüssen verursacht werden. In Messschaltungen ist dieser Effekt unerwünscht, da er zu falschen Messergebnissen führt. Hochspannungs- und Leistungskondensatoren, auch größere Aluminium-Elektrolytkondensatoren werden daher kurzgeschlossen transportiert bzw. geliefert. Diese Kurzschlussbrücke muss nach dem Einbau wieder entfernt werden.

### Streu- bzw. Parasitärkapazität
Aus physikalischen Gründen hat jedes reale elektrische Bauelement mehr oder weniger stark eine kapazitive Kopplung mit der Umgebung (Streukapazität) oder parallel zu seinem gewünschten Verhalten (Parasitärkapazität). Dieses kapazitive Verhalten kann vor allem bei hohen Frequenzen unerwünschte Auswirkungen haben.
Schaltungen, die an sich einen Kondensator benötigten, können aufgrund dieser schon vorhandenen Streukapazität zuweilen ohne einen Kondensator als separates Bauteil ausgeführt werden. Insbesondere können Kondensatoren im Picofaradbereich durch eine entsprechende Ausformung von Leiterzügen auf einer Leiterplatte ersetzt werden: Zwei gegenüberliegende Kupferflächen von 1 cm² haben bei einem Abstand von 0,2 mm beispielsweise bei Verwendung von FR2 als Basismaterial (εr = 3,4) eine Kapazität von 15 pF. Die Realisierung solcher „Kondensatoren“ ist jedoch eine Preisfrage. Ein 15-pF-MLCC-Klasse-2-Keramikkondensator ist einschließlich der Bestückungskosten und abzüglich der von ihm benötigten Leiterplattenfläche deutlich preiswerter als 1 cm² Leiterplattenfläche.
Bei einem Kondensator können unerwünschte kapazitive Kopplungen entstehen. Insbesondere gewickelte Kondensatoren sind asymmetrisch in Bezug auf die Außenfläche. An die außen liegende Schicht wird der „kalte“ Schaltungsteil (meist die Masse) angeschlossen, der das geringere oder niederohmigere Wechselspannungspotential führt, um eine Kopplung des Kondensators mit dem Umfeld zu verringern. Ähnlich verhält es sich mit Trimmkondensatoren, hier gilt das für den zur Trimmung betätigbaren Anschluss, um bei Betätigung mit einem Werkzeug dessen Störeinfluss zu verringern.